# Saint-Pé-de-Bigorre
Pour les articles homonymes, voir Saint-Pé.
Saint-Pé-de-Bigorre est une commune française située dans l'ouest du département des Hautes-Pyrénées, en région Occitanie.
Sur le plan historique et culturel, la commune est dans l’ancien comté de Bigorre, comté historique des Pyrénées françaises et de Gascogne. Exposée à un climat de montagne, elle est drainée par le gave de Pau, un bras du Gave de Pau, la Génie Longue, le ruisseau de Rieulhès et par divers autres petits cours d'eau. La commune possède un patrimoine naturel remarquable : deux sites Natura 2000 (les « gaves de Pau et de Cauterets (et gorge de Cauterets) » et « granquet-Pibeste et Soum d'Ech »), trois espaces protégés (le « Gave de Pau », la réserve de « Saint-Pé-De-Bigorre» et la réserve naturelle régionale du massif du Pibeste-Aoulhet) et cinq zones naturelles d'intérêt écologique, faunistique et floristique.
Saint-Pé-de-Bigorre est une commune rurale qui compte 1 150 habitants en 2022, après avoir connu un pic de population de 2 984 habitants en 1846. Elle fait partie de l'aire d'attraction de Lourdes. Ses habitants sont appelés les Saint-Péens ou  Saint-Péennes.

## Géographie

### Localisation
La commune de Saint-Pé-de-Bigorre se trouve dans le département des Hautes-Pyrénées, en région Occitanie.
Elle se situe à 23 km à vol d'oiseau de Tarbes, préfecture du département, à 12 km d'Argelès-Gazost, sous-préfecture, et à 9 km de Lourdes, bureau centralisateur du canton de Lourdes-1 dont dépend la commune depuis 2015 pour les élections départementales.
La commune fait en outre partie du bassin de vie de Lourdes.
Les communes les plus proches sont : 
Peyrouse (3,4 km), Montaut (4,6 km), Lestelle-Bétharram (5,1 km), Saint-Vincent (6,7 km), Poueyferré (6,9 km), Omex (7,0 km), Loubajac (7,3 km), Ségus (7,6 km).
Sur le plan historique et culturel, Saint-Pé-de-Bigorre fait partie de l’ancien comté de Bigorre, comté historique des Pyrénées françaises et de Gascogne créé au IXe siècle puis rattaché au domaine royal en 1302, inclus ensuite au comté de Foix en 1425 puis une nouvelle fois rattaché au royaume de France en 1607. La commune est dans le pays de Tarbes et de la Haute Bigorre.

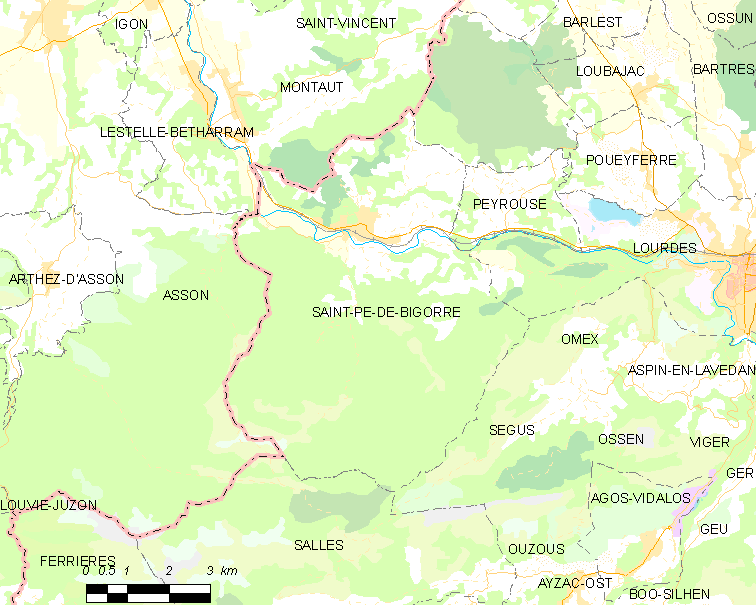
Carte de la commune de Saint-Pé-de-Bigorre et des proches communes.

| Lestelle-Bétharram (Pyrénées-Atlantiques) | Montaut (Pyrénées-Atlantiques) | Lourdes Peyrouse |
| Asson (Pyrénées-Atlantiques)              | Saint-Pé-de-Bigorre            | Lourdes Omex     |
|                                           | Salles                         | Ségus            |

### Géologie et relief

#### Réseau Hayau-Bouhadère
C'est un réseau fossile d'anciennes pertes des eaux glaciaires creusées à partir des fissures et fractures des roches. Il se trouve à environ 2,8 km au sud-est de Saint-Pé. Il est profond de 145 m et long de 1 300 m. Il forme deux cavités qui comuniquent entre elles : la grotte de la Bouhadère et le gouffre Hayaü, dont l'entrée se trouve quelque 80 m plus haut que celle de la Bouhadère.
La grotte de la Bouhadère est découverte par l'abbé Abadie, qui lui donne son nom d'après le gros souffle d'air qui en sort : en bigourdan, « bouhadère » désigne une sorte de soufflet pour attiser les braises. En été, l'air chaud entre par l'ouverture supérieure (celle du gouffre Hayaü), se refroidit à l'intérieur du réseau et ressort par l'ouverture inférieure (celle de la grotte de la Bouhadère) ; en hiver la circulation de l'air est inversée.

#### Grottes de Bétharram
Les grottes de Bétharram, à environ 2,8 km à l'ouest de Saint-Pé, sont découvertes en 1819. En 1903 elles sont ouvertes au public.

#### Grotte de la Pale ou Tute des Gabarets
Proche du réseau Hayau-Bouhadère, la grotte de la Pale est longue d'environ 250 m ; sa température varie entre 11 et 13 °C sur toute l'année. Elle a été creusée entre deux strates de calcaire urgonien (Crétacé inférieur, ~110 Ma) par les eaux de fonte des glaciers occupant alors la vallée du Gave de Pau, qui ressortaient plus loin ; la cavité, maintenant asséchée, a donc deux entrées. Ses parois sont marquées de griffures d'ours des cavernes datant d'environ 30 000 ans.

#### Grotte des Coumates ou Tute des Loirs
Proche elle aussi du réseau Hayau-Bouhadère, la grotte des Coumates est une ancienne perte (??? ) s'ouvrant par une fissure dans la roche. Elle est longue d'environ 350 m et profonde d'environ 70 m. L'abbé Labadie l'a explorée.

#### Gouffre de la Borne 109
Il est près de la borne 109, l'une des 485 bornes mises en place en 1892 pour marquer le périmètre de la forêt domaniale. Il est découvert en 1982. une succession de puits descend à plus de 108 m de profondeur. Le développement de ses galeries est d'au moins 1 500 m. Une des branches, qui s'étend vers l'ouest, passe sous la grotte des Coumates à 500 m de distance.

### Hydrographie

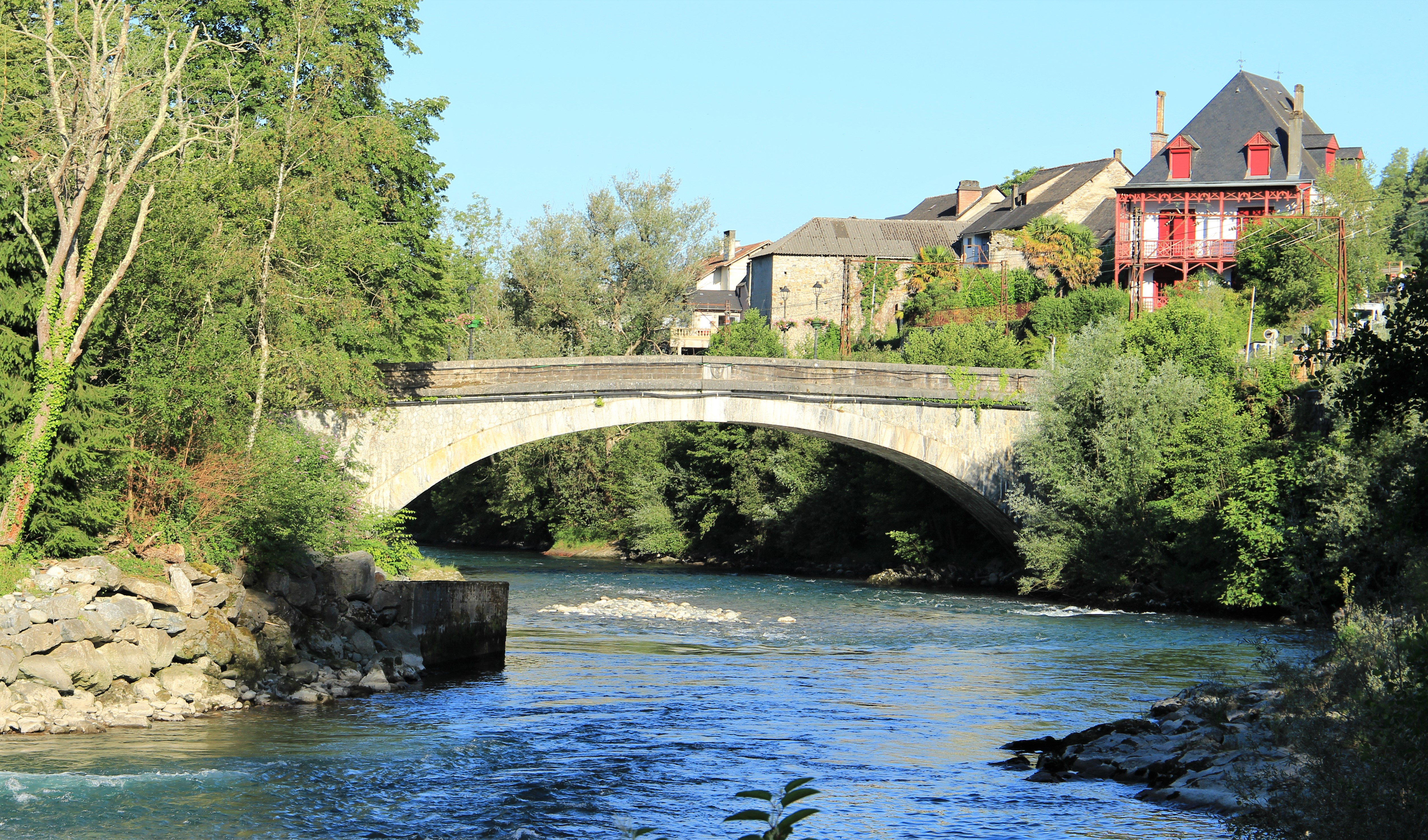
Le pont au-dessus du gave de Pau.

La commune est dans le bassin de l'Adour, au sein du bassin hydrographique Adour-Garonne. Elle est drainée par le gave de Pau, un bras du Gave de Pau, la Génie Longue, le ruisseau de Rieulhès, l'Artigue de Richou, la Gargante, la Génie Braque, la Mousclère, le ruisseau de Batmale et par divers petits cours d'eau, constituant un réseau hydrographique de 53 km de longueur totale,.
Le gave de Pau, d'une longueur totale de 192,8 km, prend sa source dans la commune de Gavarnie-Gèdre et s'écoule vers le nord-ouest. Il traverse la commune et se jette dans l'Adour à Saint-Loubouer, après avoir traversé 88 communes.

### Climat
Le climat qui caractérise la commune est qualifié, en 2010, de « climat des marges montargnardes », selon la typologie des climats de la France qui compte alors huit grands types de climats en métropole. En 2020, la commune ressort du type « climat de montagne » dans la classification établie par Météo-France, qui ne compte désormais, en première approche, que cinq grands types de climats en métropole. Pour ce type de climat, la température décroît rapidement en fonction de l'altitude. On observe une nébulosité minimale en hiver et maximale en été. Les vents et les précipitations varient notablement selon le lieu.
Les paramètres climatiques qui ont permis d’établir la typologie de 2010 comportent six variables pour les températures et huit pour les précipitations, dont les valeurs correspondent à la normale 1971-2000. Les sept principales variables caractérisant la commune sont présentées dans l'encadré ci-après.
| Paramètres climatiques communaux sur la période 1971-2000 - Moyenne annuelle de température : 12,6 °C - Nombre de jours avec une température inférieure à −5 °C : 2,6 j - Nombre de jours avec une température supérieure à 30 °C : 5,5 j - Amplitude thermique annuelle : 13,4 °C - Cumuls annuels de précipitation : 1 272 mm - Nombre de jours de précipitation en janvier : 11,5 j - Nombre de jours de précipitation en juillet : 10,4 j |

Avec le changement climatique, ces variables ont évolué. Une étude réalisée en 2014 par la Direction générale de l'Énergie et du Climat complétée par des études régionales prévoit en effet que la  température moyenne devrait croître et la pluviométrie moyenne baisser, avec toutefois de fortes variations régionales. Ces changements peuvent être constatés sur la station météorologique de Météo-France la plus proche, « Lourdes », sur la commune de Lourdes, mise en service en 1881 et qui se trouve à 9 km à vol d'oiseau,, où la température moyenne annuelle est de 13,3 °C et la hauteur de précipitations de 1 426,7 mm pour la période 1981-2010.
Sur la station météorologique historique la plus proche, « Tarbes-Lourdes-Pyrénées », sur la commune d'Ossun, mise en service en 1946 et à 14 km, la température moyenne annuelle évolue de 12,2 °C pour la période 1971-2000, à 12,6 °C pour 1981-2010, puis à 12,9 °C pour 1991-2020.

### Milieux naturels et biodiversité

#### Espaces protégés
La protection réglementaire est le mode d’intervention le plus fort pour préserver des espaces naturels remarquables et leur biodiversité associée,.
Dans ce cadre, la commune fait partie.
Trois espaces protégés sont présents sur la commune : 
- le « Gave de Pau », objet d'un arrêté de protection de biotope, d'une superficie de 47,1 ha[30] ;
- le « Saint-Pe-De-Bigorre (De) », une réserve biologique intégrale, d'une superficie de 1 008 ha[31] ;
- la réserve naturelle régionale du massif du Pibeste-Aoulhet, classée en 2012 et d'une superficie de 5 119,4 ha, qui présente une exceptionnelle diversité de végétation avec 850 espèces végétales recensées[32],[33].

#### Réseau Natura 2000

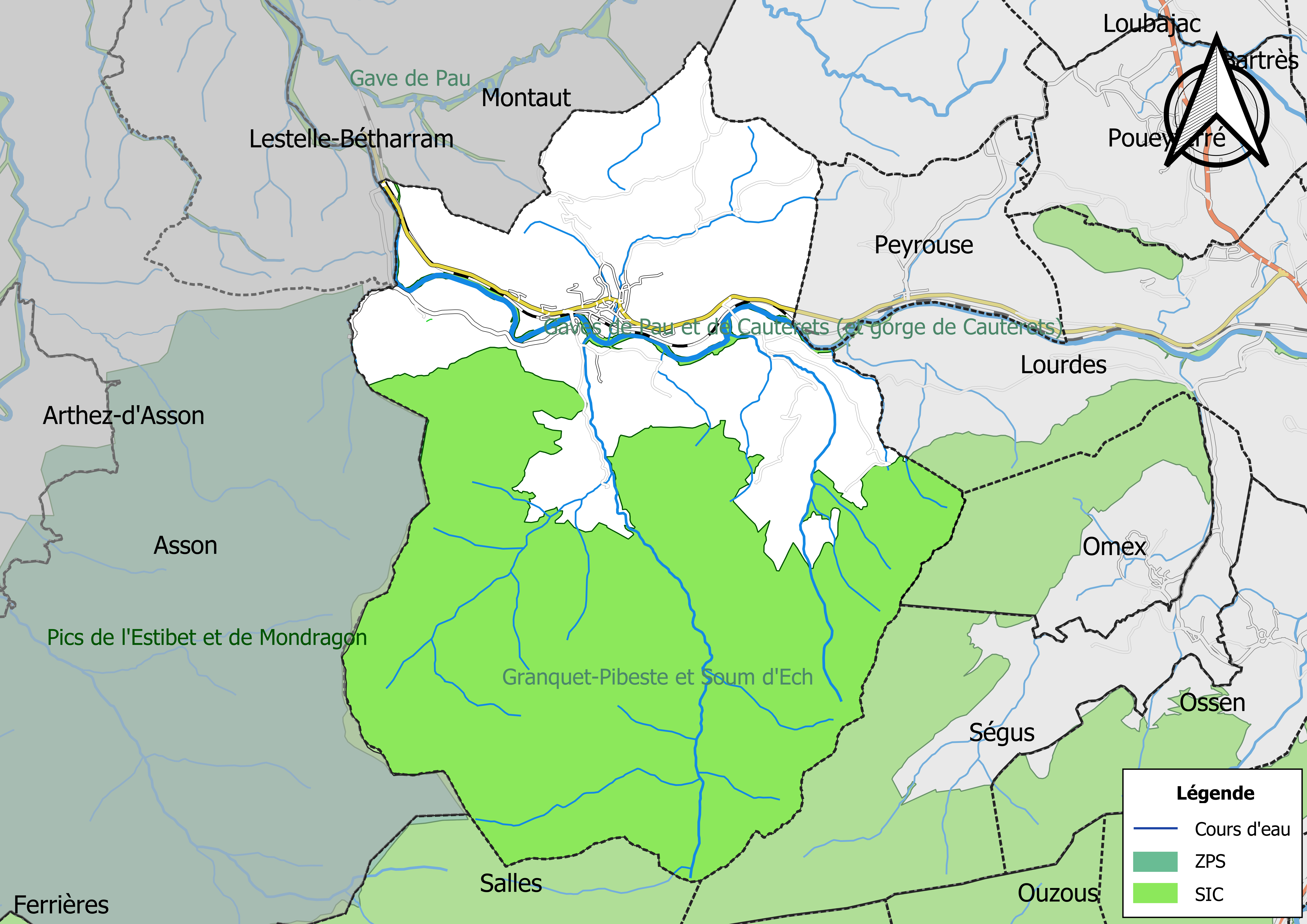
Sites Natura 2000 sur le territoire communal.

Le réseau Natura 2000 est un réseau écologique européen de sites naturels d'intérêt écologique élaboré à partir des directives habitats et oiseaux, constitué de zones spéciales de conservation (ZSC) et de zones de protection spéciale (ZPS).
Deux sites Natura 2000 ont été définis sur la commune au titre de la directive habitats : 
- les « gaves de Pau et de Cauterets (et gorge de Cauterets) », d'une superficie de 482 ha, sont un site est localisé sur deux domaines biogéographiques : 42 % pour le domaine atlantique et 58 % pour le domaine alpin. Il sconstituent des réseaux linéaires sélectionnés pour leurs capacités d'accueil du saumon Salmo salar[36] ;
- « granquet-Pibeste et Soum d'Ech », d'une superficie de 7 259 ha, représente un des aquifères importants du département avec un milieu karstique remarquable[37].

#### Zones naturelles d'intérêt écologique, faunistique et floristique
L’inventaire des zones naturelles d'intérêt écologique, faunistique et floristique (ZNIEFF) a pour objectif de réaliser une couverture des zones les plus intéressantes sur le plan écologique, essentiellement dans la perspective d’améliorer la connaissance du patrimoine naturel national et de fournir aux différents décideurs un outil d’aide à la prise en compte de l’environnement dans l’aménagement du territoire.
Quatre ZNIEFF de type 1 sont recensées sur la commune :
- la « forêt de Très Crouts, Lourdes, Ségus et le Béout » (4 982 ha), couvrant 9 communes dont une dans les Pyrénées-Atlantiques et huit dans les Hautes-Pyrénées[39] ;
- le « Gave d'Azun, ruisseau du Bergons et Gave de Lourdes » (437 ha), couvrant 31 communes dont deux dans les Pyrénées-Atlantiques et 29 dans les Hautes-Pyrénées[40] ;
- le « ravin de la Mousclère » (46 ha)[41] ;
- les « Soulanes et crêtes des massifs du Granquet, Estibette et Pibeste » (4 471 ha), couvrant 11 communes dont une dans les Pyrénées-Atlantiques et dix dans les Hautes-Pyrénées[42] ;

et une ZNIEFF de type 2, : 
les « massifs calcaires de l'Estibète, du Granquet et du Pibeste, forêt de Très Crouts, vallée du Bergons et crêtes » (17 871 ha), couvrant 24 communes dont trois dans les Pyrénées-Atlantiques et 21 dans les Hautes-Pyrénées.

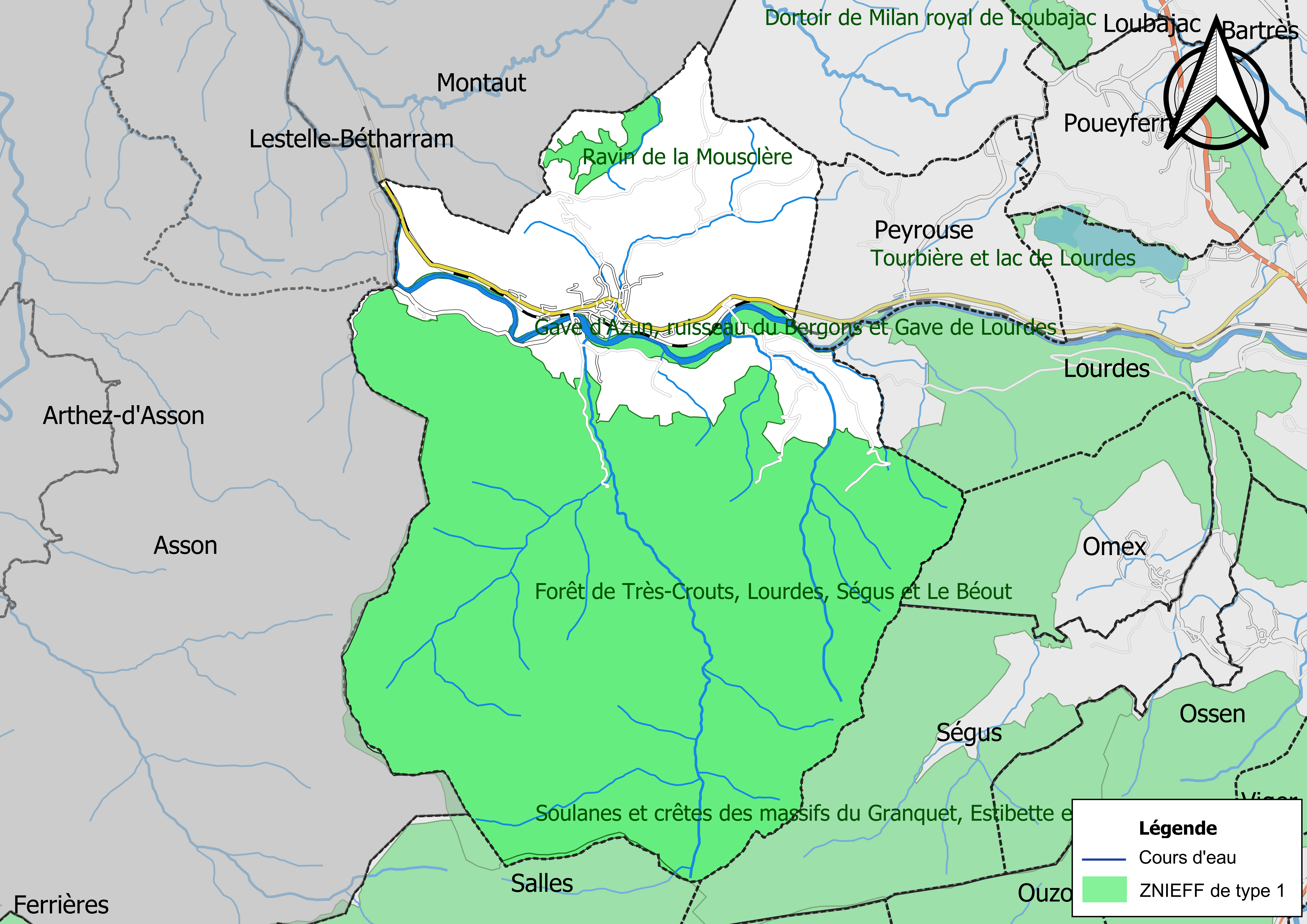
Carte des ZNIEFF de type 1 sur la commune.
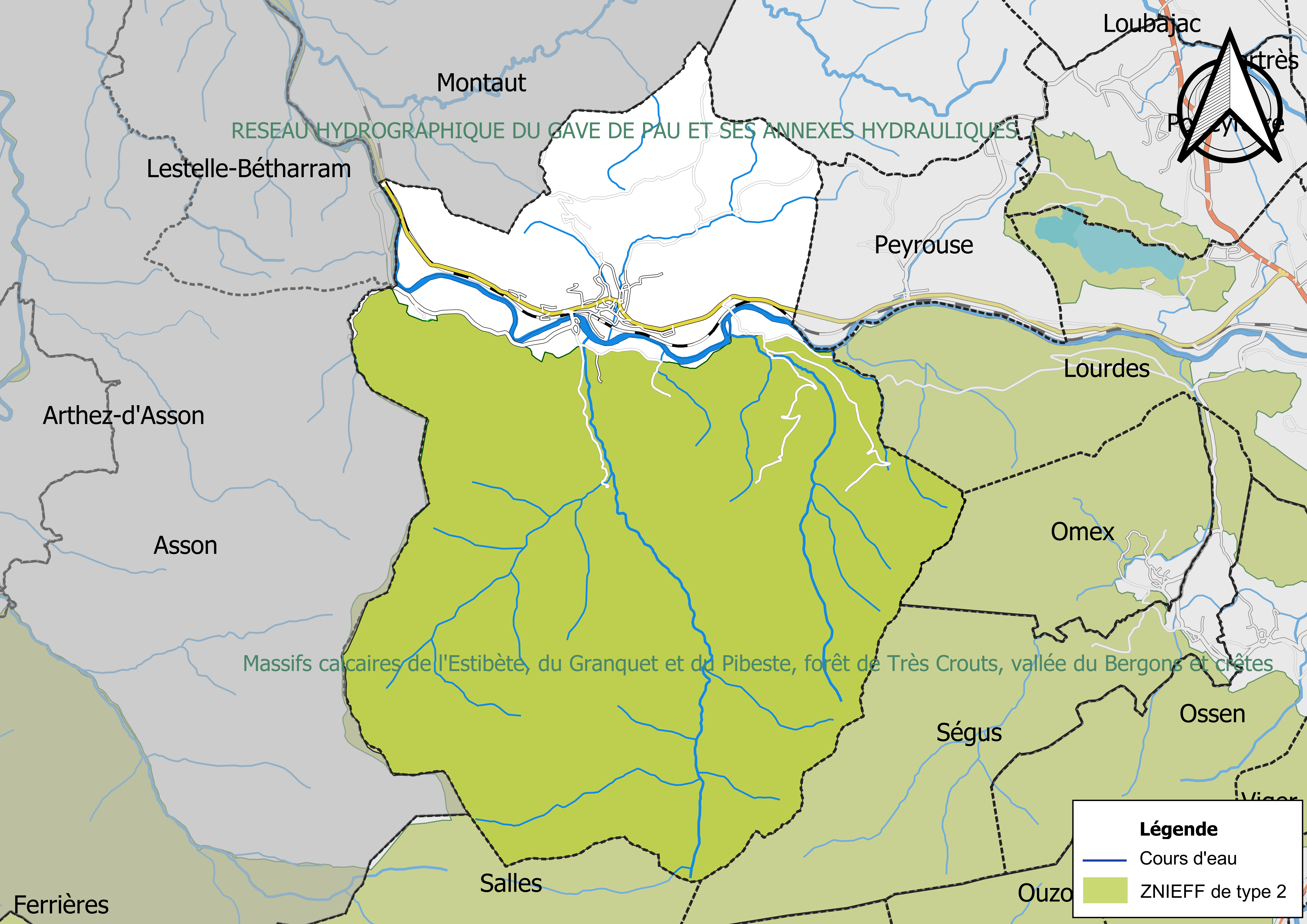
Carte de la ZNIEFF de type 2 sur la commune.

## Urbanisme

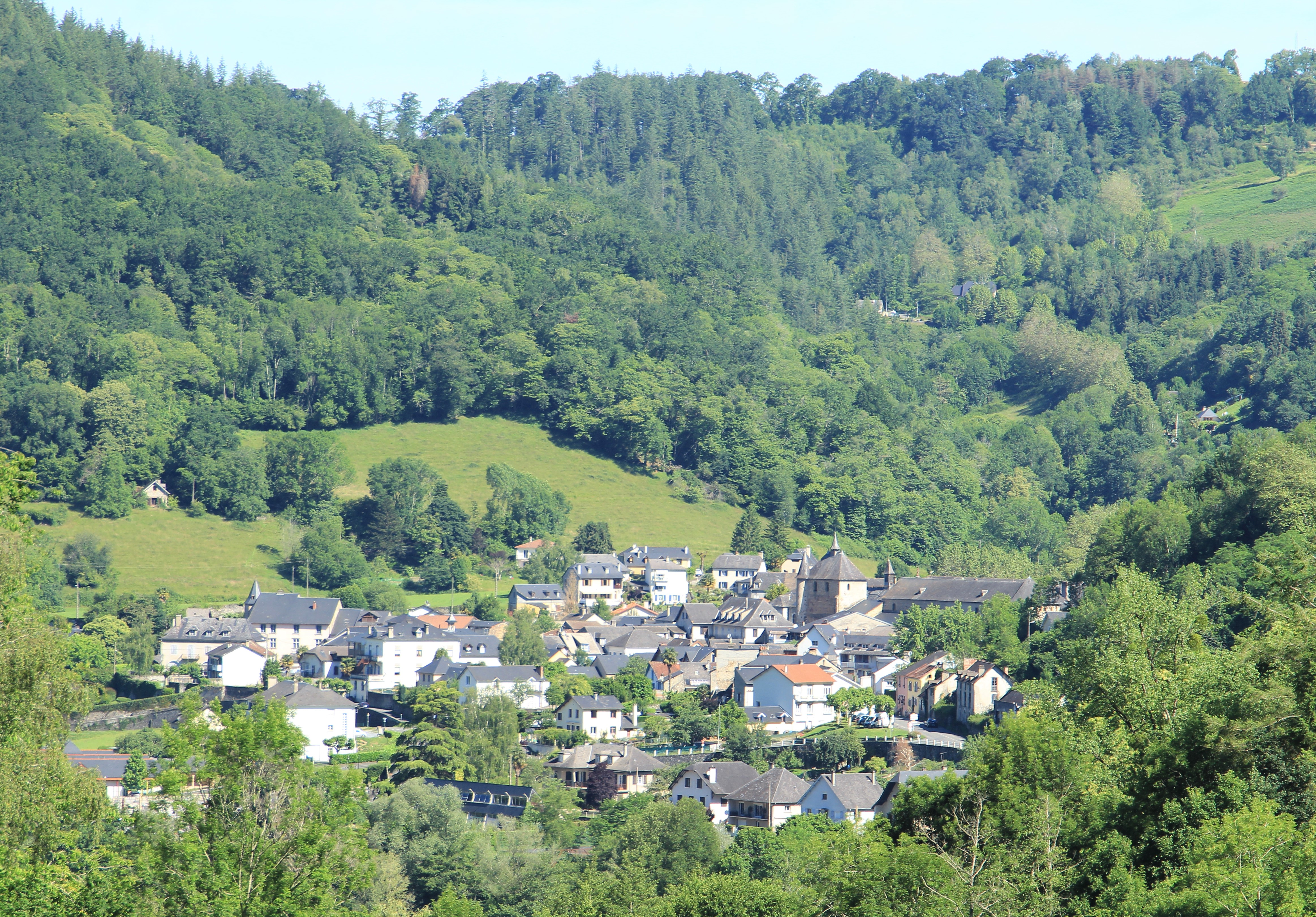
Vue du centre bourg.
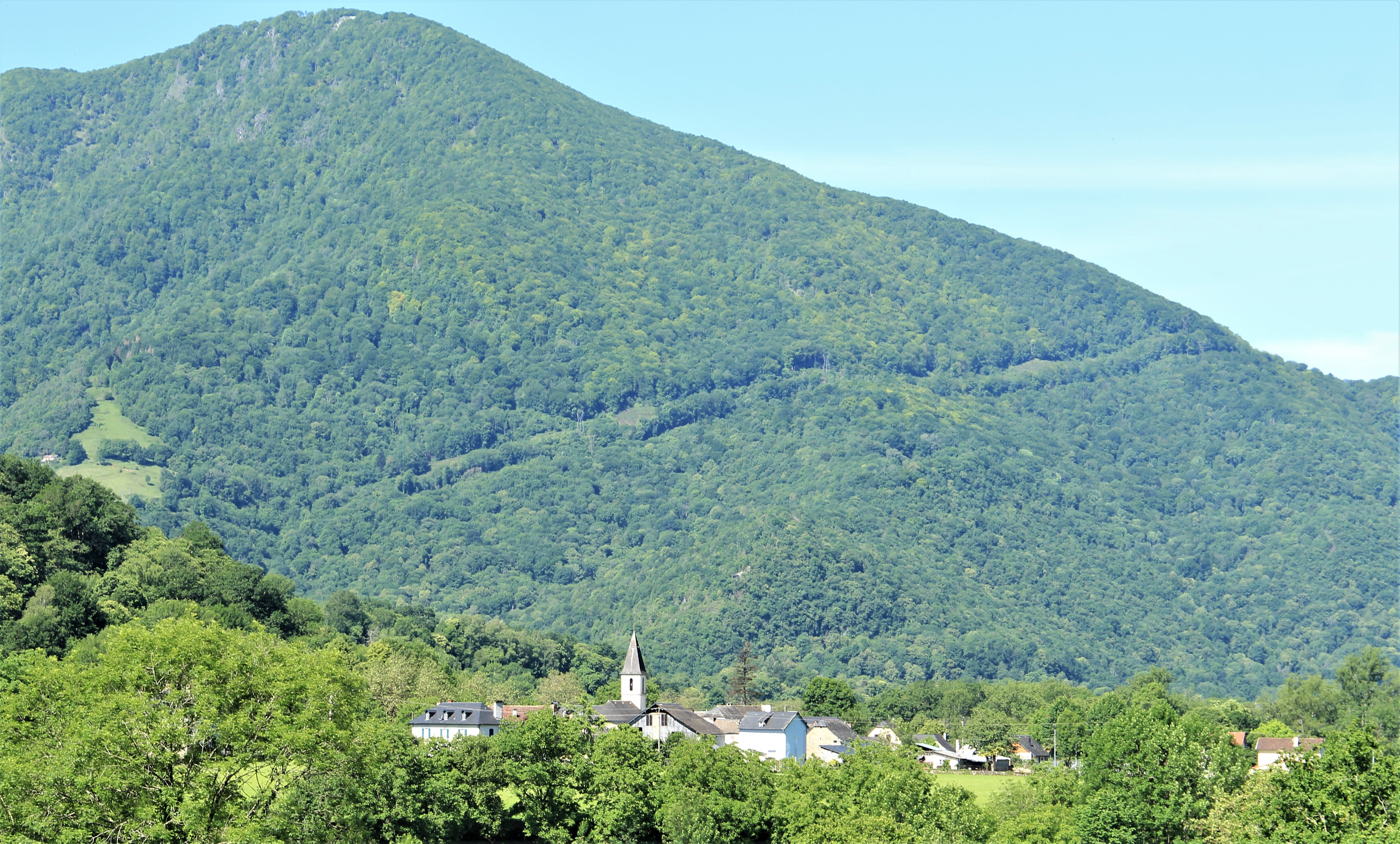
Vue du hameau de Rieulhès.

### Typologie
Au 1er janvier 2024, Saint-Pé-de-Bigorre est catégorisée bourg rural, selon la nouvelle grille communale de densité à sept niveaux définie par l'Insee en 2022.
Elle est située hors unité urbaine. Par ailleurs la commune fait partie de l'aire d'attraction de Lourdes, dont elle est une commune de la couronne,. Cette aire, qui regroupe 45 communes, est catégorisée dans les aires de moins de 50 000 habitants,.

### Occupation des sols
L'occupation des sols de la commune, telle qu'elle ressort de la base de données européenne d’occupation biophysique des sols Corine Land Cover (CLC), est marquée par l'importance des forêts et milieux semi-naturels (75,8 % en 2018), une proportion sensiblement équivalente à celle de 1990 (75,6 %). La répartition détaillée en 2018 est la suivante : 
forêts (70,8 %), prairies (16,6 %), milieux à végétation arbustive et/ou herbacée (4,9 %), terres arables (3 %), zones agricoles hétérogènes (2,8 %), zones urbanisées (1,7 %), espaces ouverts, sans ou avec peu de végétation (0,2 %).
L'IGN met par ailleurs à disposition un outil en ligne permettant de comparer l’évolution dans le temps de l’occupation des sols de la commune (ou de territoires à des échelles différentes). Plusieurs époques sont accessibles sous forme de cartes ou photos aériennes : la carte de Cassini (XVIIIe siècle), la carte d'état-major (1820-1866) et la période actuelle (1950 à aujourd'hui).

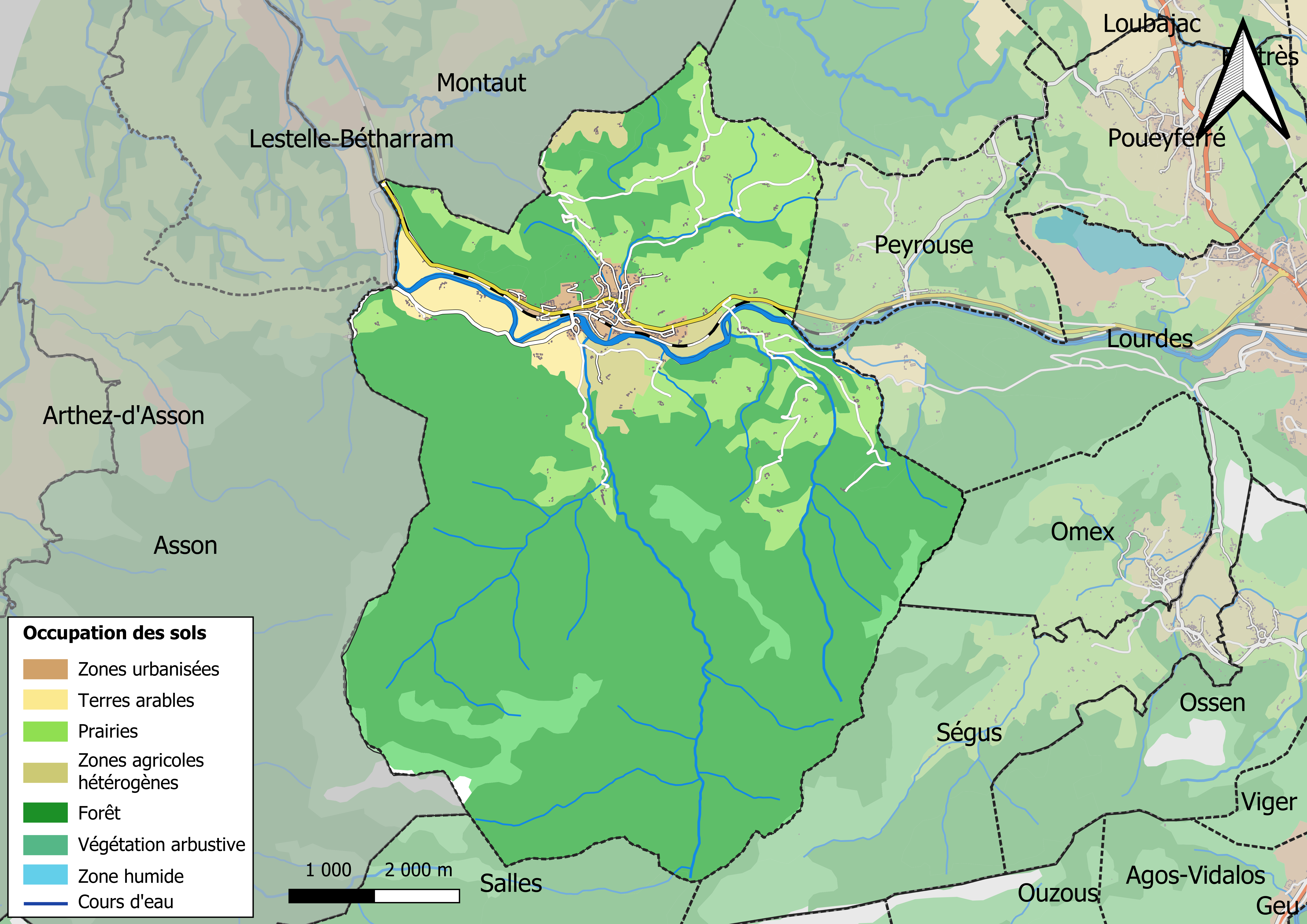
Carte des infrastructures et de l'occupation des sols en 2018 (CLC) de la commune.
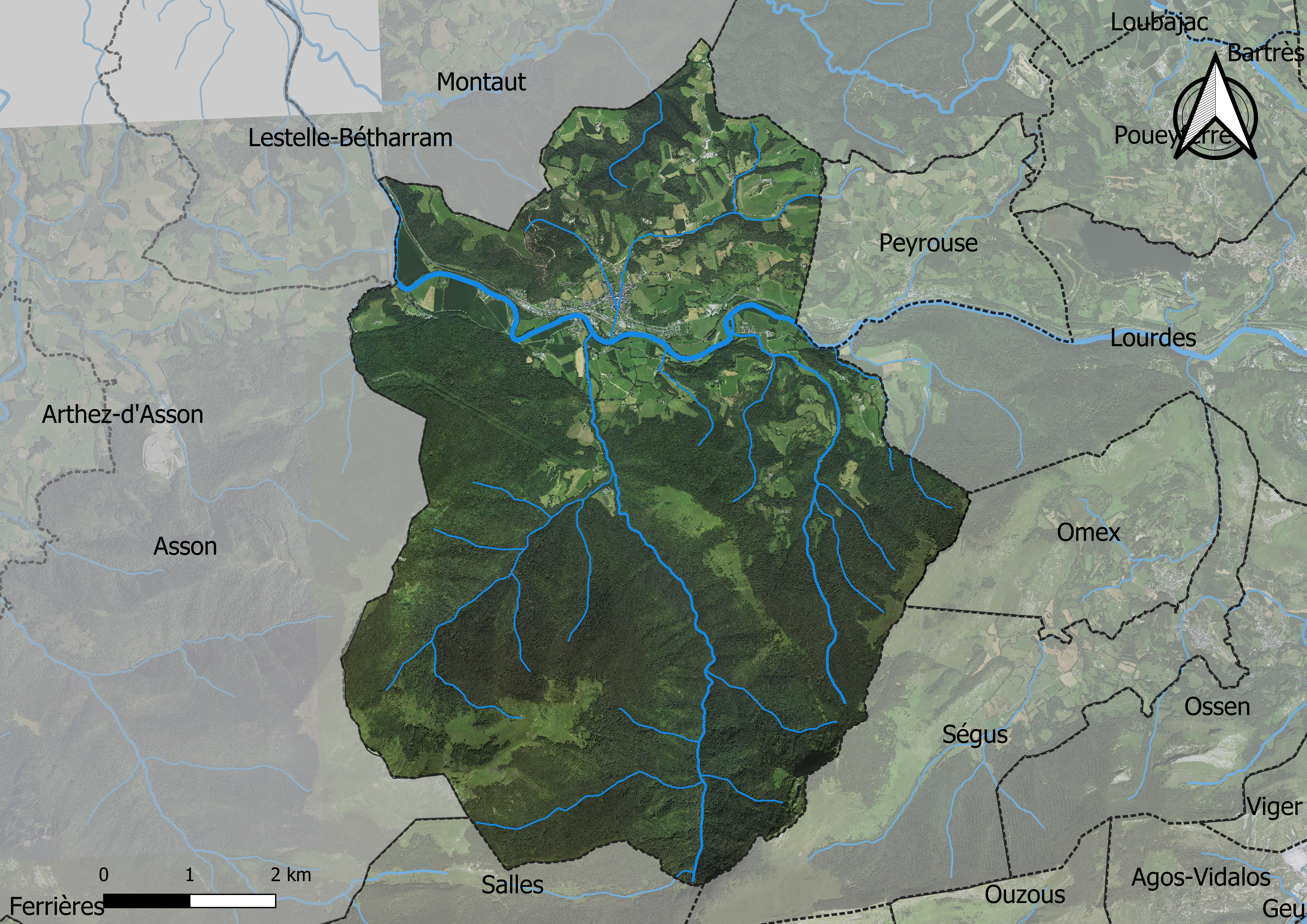
Carte orthophotogrammétrique de la commune.

### Logement
En 2012, le nombre total de logements dans la commune est de 654. 

Parmi ces logements, 79,0 % sont des résidences principales, 8,7 % des résidences secondaires et 12,3 % des logements vacants.

### Voies de communication et transports
Cette commune est desservie par la route départementale D 937. De même, la gare de Saint-Pé-de-Bigorre fait partie de la ligne Toulouse - Bayonne.

Transports à Saint-Pé-de-Bigorre
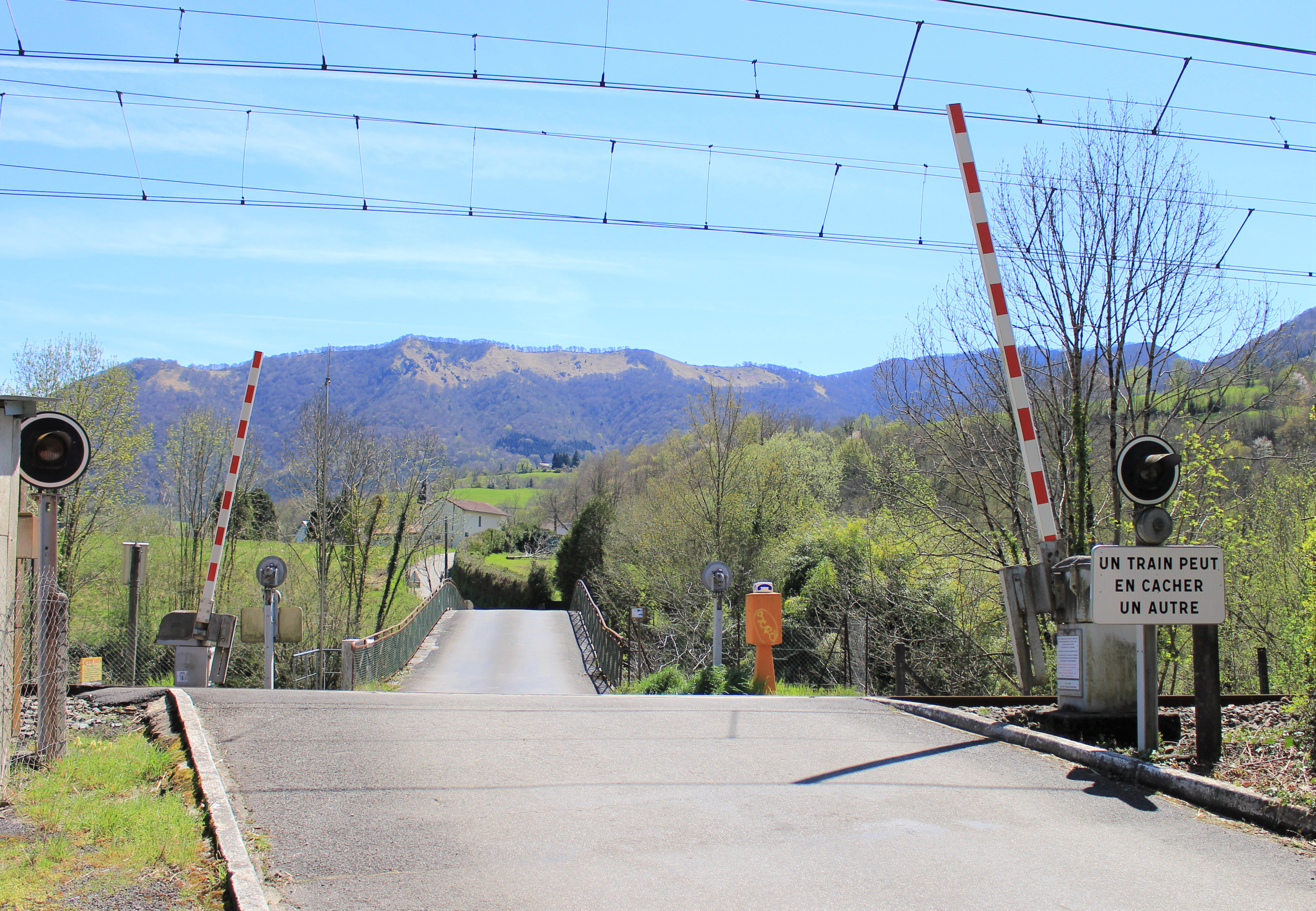
Passage à niveau.
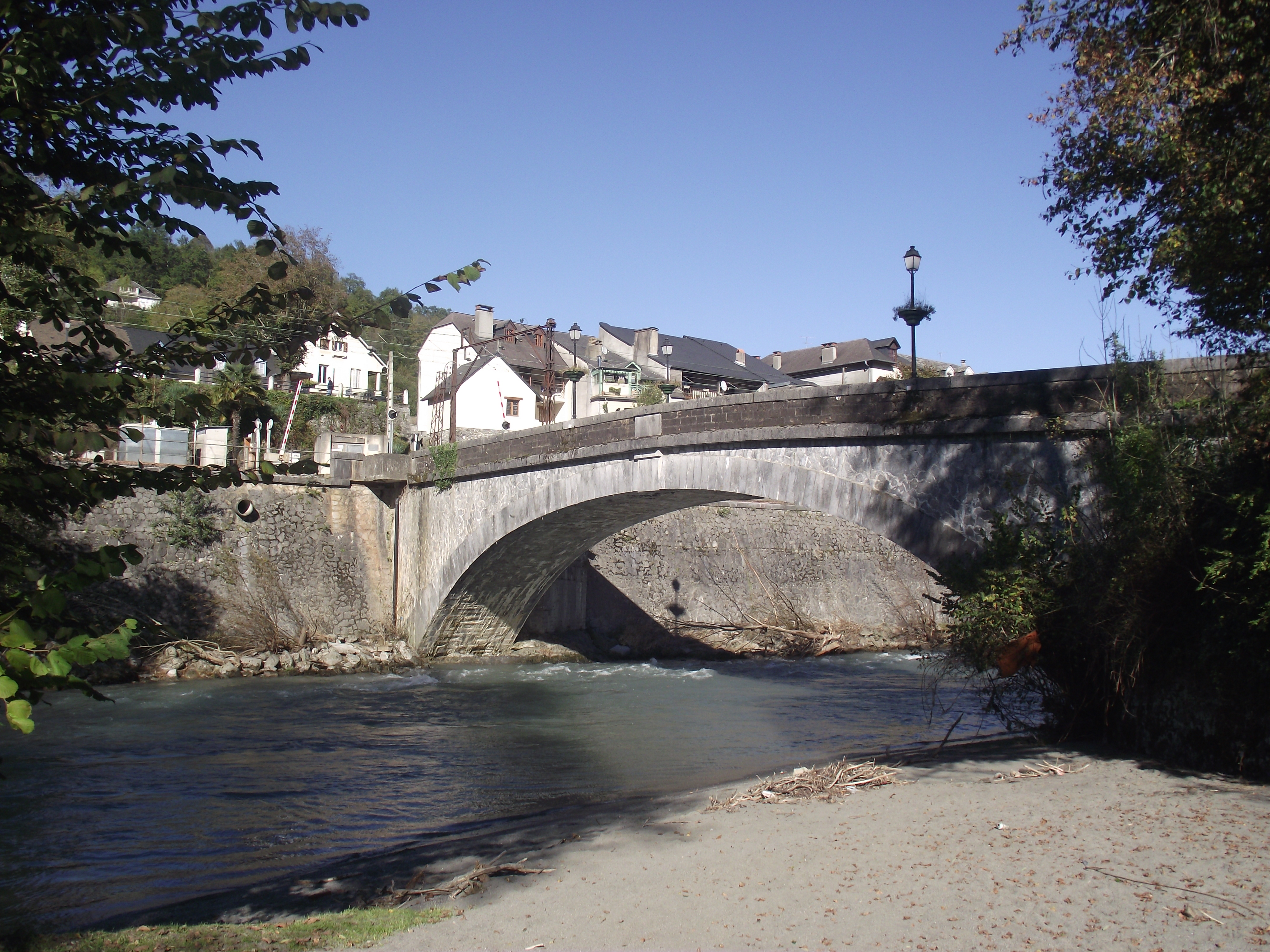
Pont.
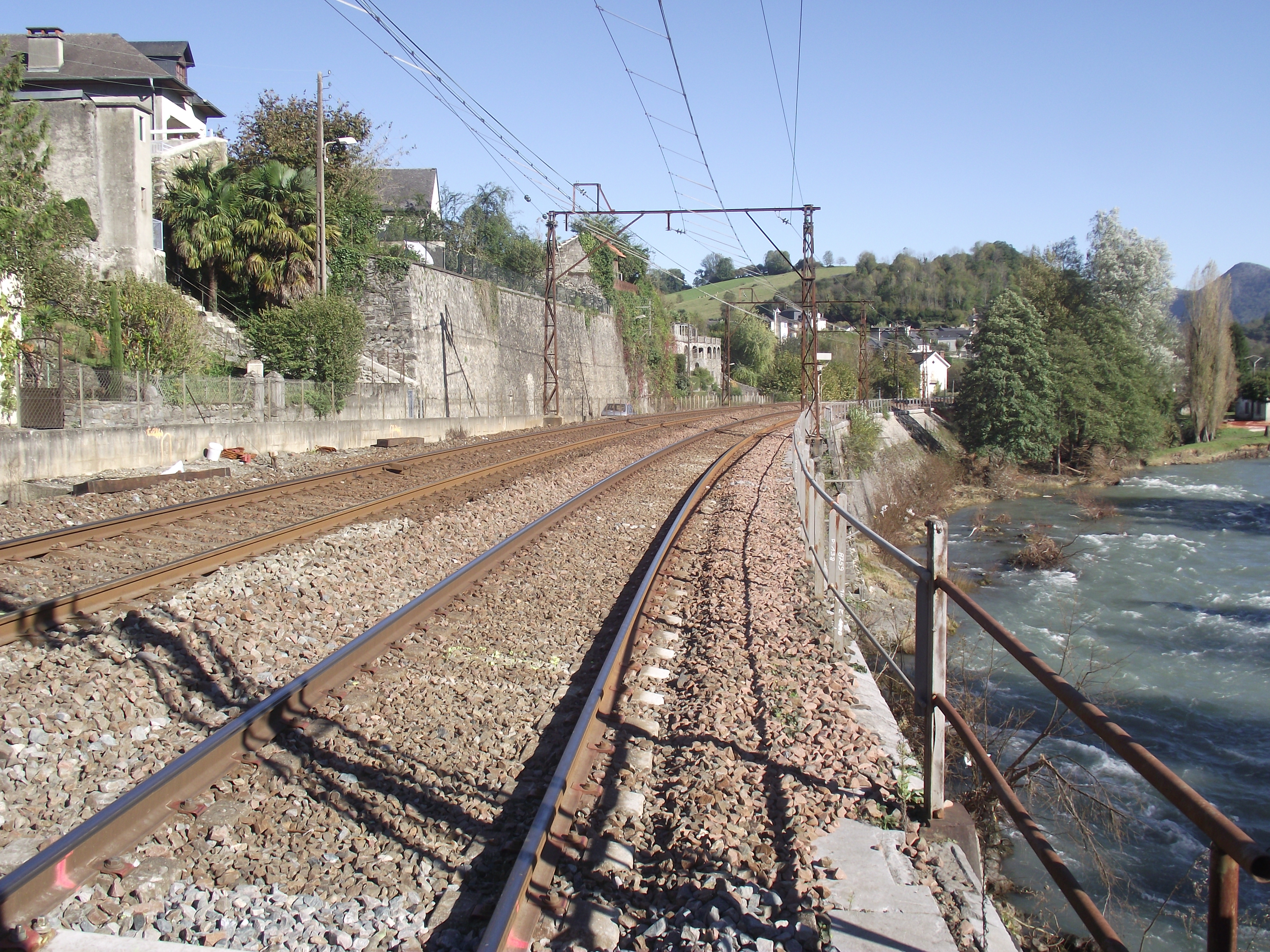
Voie ferrée.
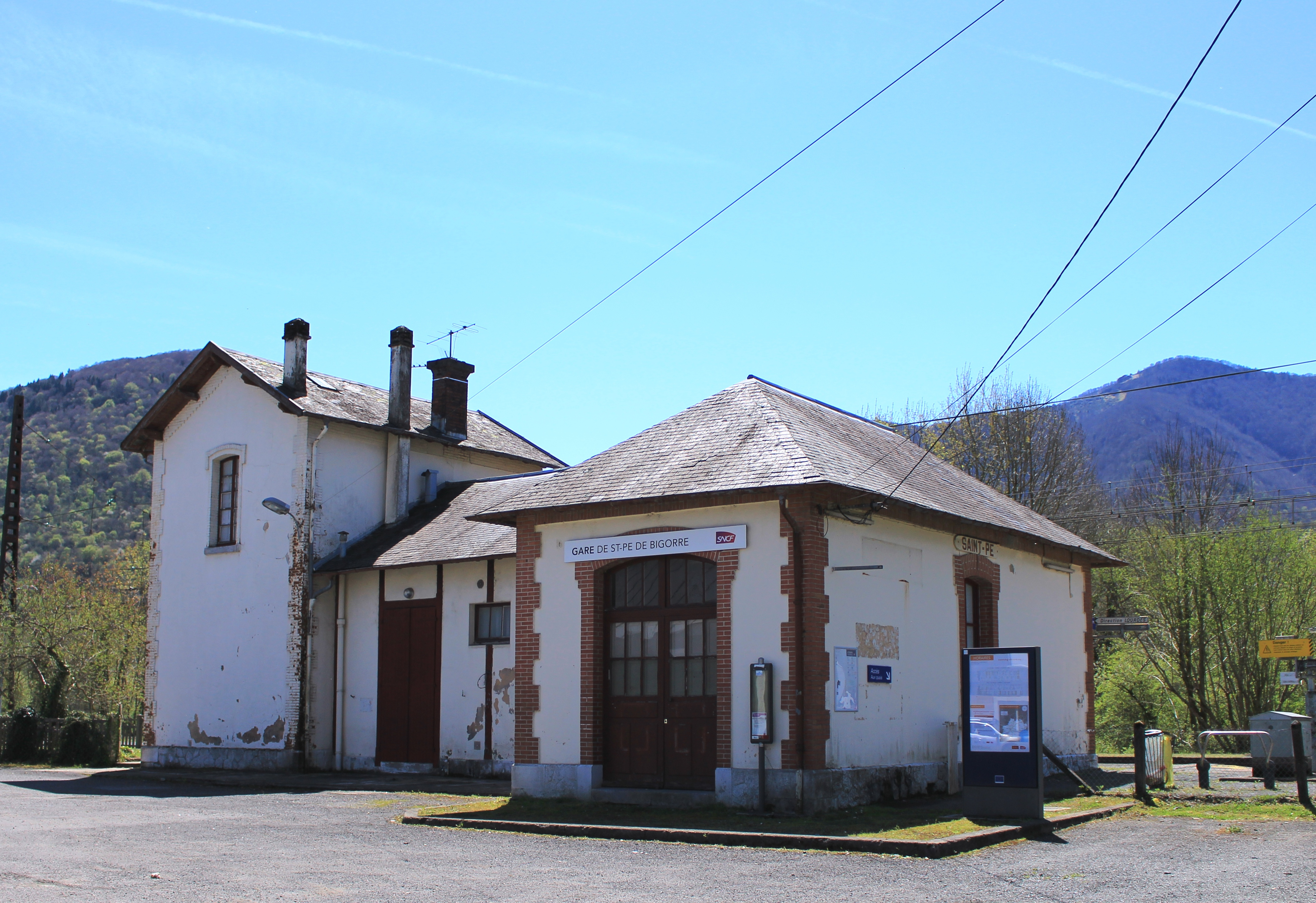
La gare en 2018.

### Risques majeurs

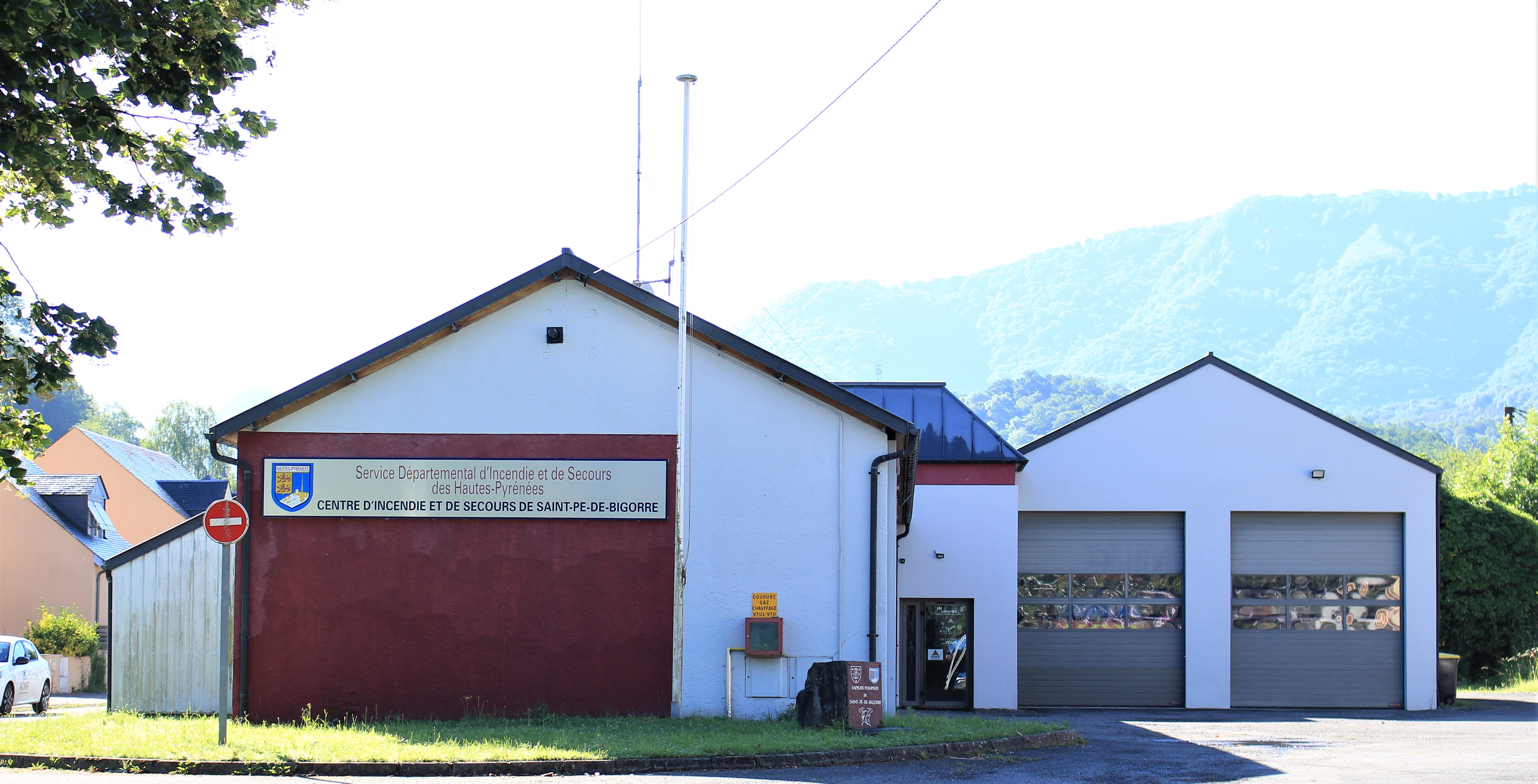
Le centre de secours.

Le territoire de la commune de Saint-Pé-de-Bigorre est vulnérable à différents aléas naturels : météorologiques (tempête, orage, neige, grand froid, canicule ou sécheresse), inondations, feux de forêts, mouvements de terrains et séisme (sismicité moyenne). Il est également exposé à un risque technologique,  le transport de matières dangereuses. Un site publié par le BRGM permet d'évaluer simplement et rapidement les risques d'un bien localisé soit par son adresse soit par le numéro de sa parcelle.

#### Risques naturels
Certaines parties du territoire communal sont susceptibles d’être affectées par le risque d’inondation par débordement de cours d'eau, notamment le gave de Pau. La cartographie des zones inondables en ex-Midi-Pyrénées réalisée dans le cadre du XIe Contrat de plan État-région, visant à informer les citoyens et les décideurs sur le risque d’inondation, est accessible sur le site de la DREAL Occitanie. La commune a été reconnue en état de catastrophe naturelle au titre des dommages causés par les inondations et coulées de boue survenues en 1982, 1987, 1998, 1999, 2009, 2012 et 2013,.
Saint-Pé-de-Bigorre est exposée au risque de feu de forêt. Un plan départemental de protection des forêts contre les incendies a été approuvé par arrêté préfectoral le 21 avril 2020 pour la période 2020-2029. Le précédent couvrait la période 2007-2017. L’emploi du feu est régi par deux types de réglementations. D’abord le code forestier et l’arrêté préfectoral du 27 octobre 2014, qui réglementent l’emploi du feu à moins de 200 m des espaces naturels combustibles sur l’ensemble du département. Ensuite celle établie dans le cadre de la lutte contre la pollution de l’air, qui interdit le brûlage des déchets verts des particuliers. L’écobuage est quant à lui réglementé dans le cadre de commissions locales d’écobuage (CLE).

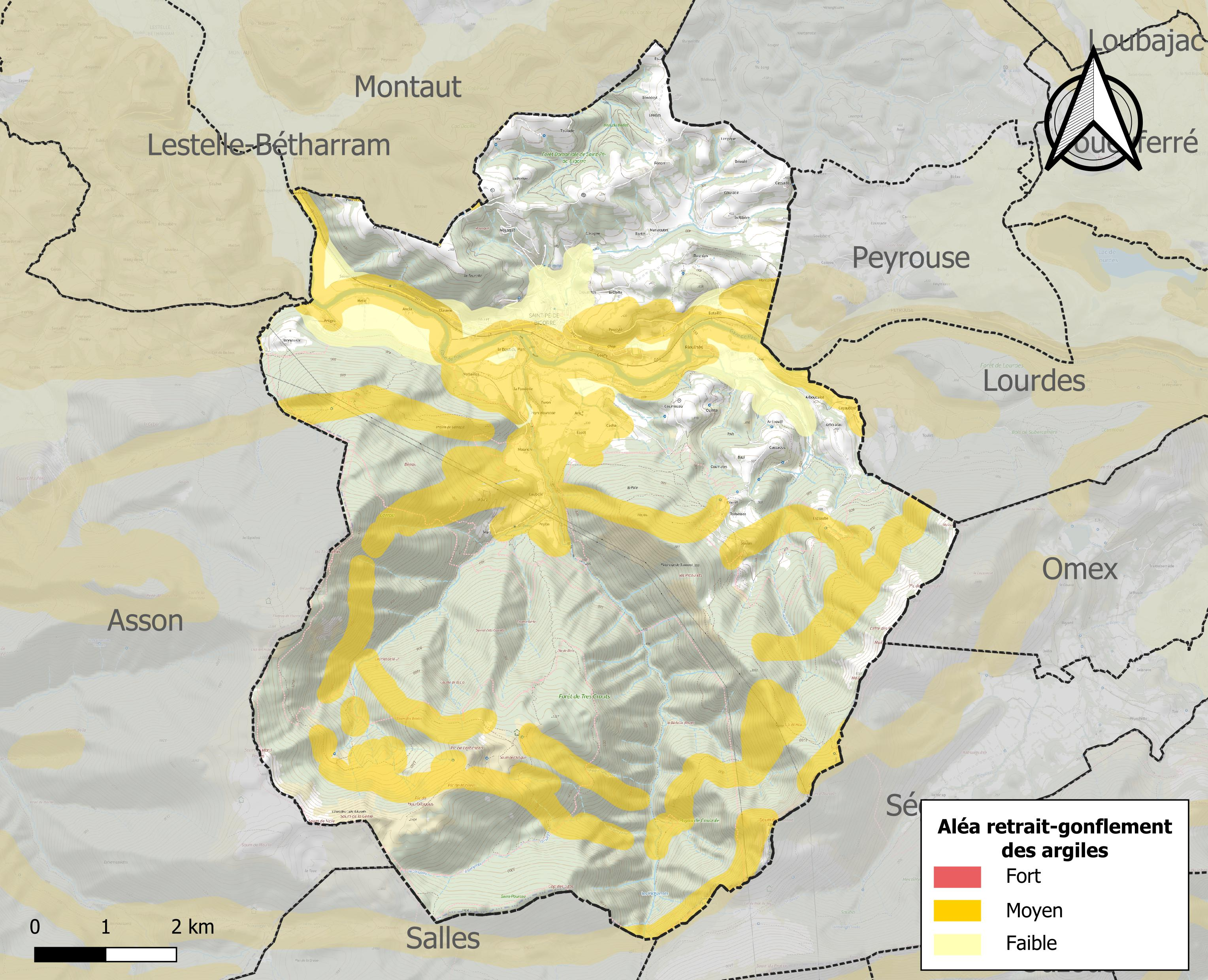
Carte des zones d'aléa retrait-gonflement des sols argileux de Saint-Pé-de-Bigorre.

Les mouvements de terrains susceptibles de se produire sur la commune sont des mouvements de sols liés à la présence d'argile et des tassements différentiels.
Le retrait-gonflement des sols argileux est susceptible d'engendrer des dommages importants aux bâtiments en cas d’alternance de périodes de sécheresse et de pluie. 28,4 % de la superficie communale est en aléa moyen ou fort (44,5 % au niveau départemental et 48,5 % au niveau national). Sur les 534 bâtiments dénombrés sur la commune en 2019, 257 sont en aléa moyen ou fort, soit 48 %, à comparer aux 75 % au niveau départemental et 54 % au niveau national. Une cartographie de l'exposition du territoire national au retrait gonflement des sols argileux est disponible sur le site du BRGM,.
Par ailleurs, afin de mieux appréhender le risque d’affaissement de terrain, l'inventaire national des cavités souterraines permet de localiser celles situées sur la commune.
Concernant les mouvements de terrains, la commune a été reconnue en état de catastrophe naturelle au titre des dommages causés par des mouvements de terrain en 1999, 2013 et 2021.

#### Risque technologique
Le risque de transport de matières dangereuses sur la commune est lié à sa traversée par une infrastructure ferroviaire. Un accident se produisant sur une telle infrastructure est susceptible d’avoir des effets graves sur les biens, les personnes ou l'environnement, selon la nature du matériau transporté. Des dispositions d’urbanisme peuvent être préconisées en conséquence.

## Toponymie

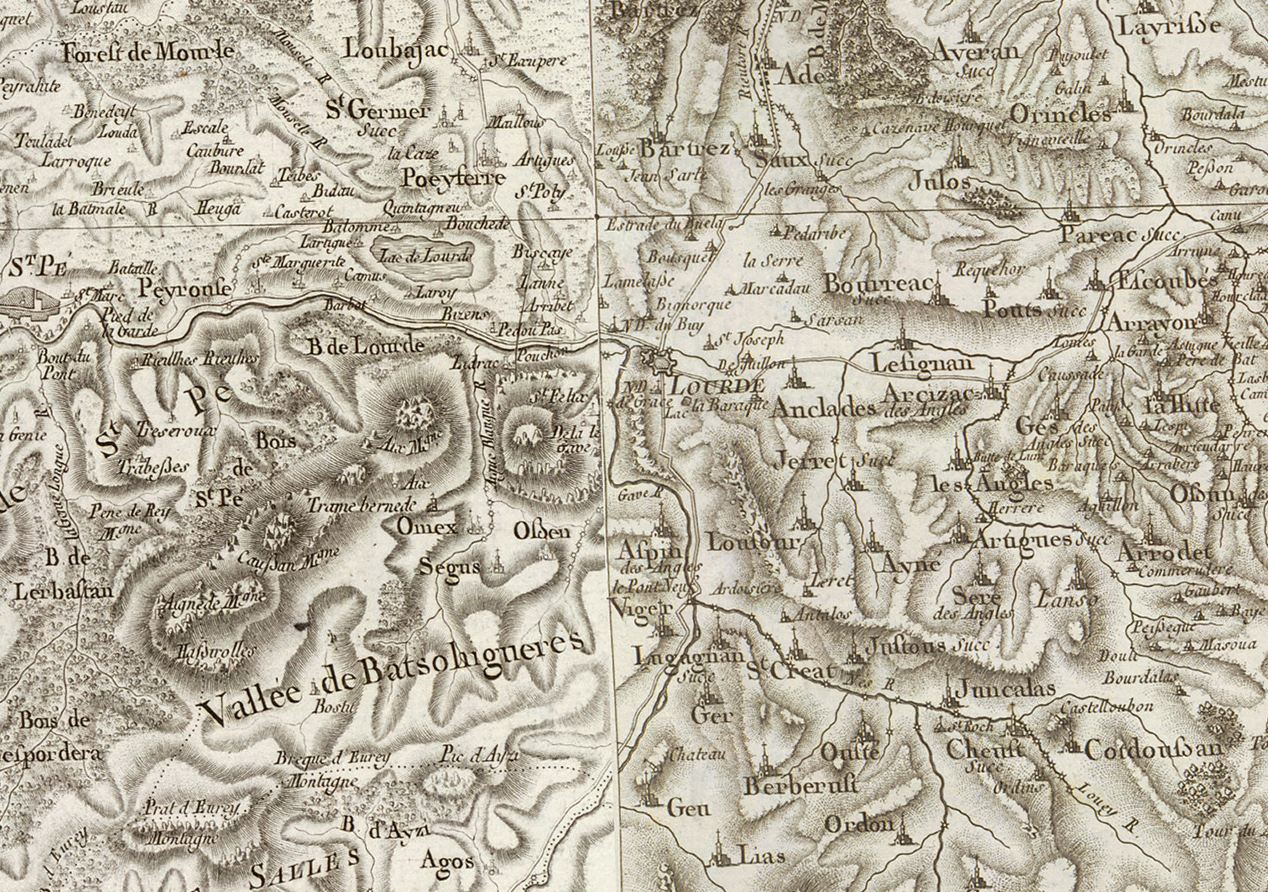
Carte de Cassini (entre 1756 et 1789) avec Saint-Pé-de-Bigorre à l'ouest de Lourdes.

Les dénominations historiques du village suivantes se trouvent dans le Dictionnaire toponymique des communes des Hautes-Pyrénées de Michel Grosclaude et Jean-François Le Nail :
Dénominations historiques :
- in loco Generensi, latin (1022, Marca, Histoire de Béarn) ;
- Garsia Anerio et Anerio Garsiae et Donato Generensibus, latin (v. 1080, cartulaire de Saint-Pé) ;
- Generensis cenobii, latin (1083, cartulaire de Bigorre) ;
- Petrus Generensis, latin (1175, cartulaire de  Saint-Savin) ;
- De Sancto Petro, latin (XIIe siècle, cartulaires Bigorre) ;
- Sent Per de Generes (v. 1200-1230, ibid.) ;
- Ieres (XIIe siècle ou XIIIe siècle, livre vert de Bénac) ;
- monasterio Generensi, latin (1272, cartulaire Saint-Pé) ;
- Geyres, la vesiau de Geyres  (1281, cartulaire Saint-Pé) ;
- Geeres, abat de Geres (1283, procès Bigorre) ;
- De Generesio, latin (1313, Debita regi Navarre ; 1342, pouillé Tarbes).
- Sent Per, Sent Pe (1429, censier de Bigorre) ;
- Semper de Geires, Sanctper, Sanctpe, Sempe (1541, ADPA, B 1010) ;
- Sempé, Senpé (1614, Guillaume Mauran) ;
- Saint-Pé de Gierres ou de Generez (1760, Larcher, pouillé de Tarbes) ;
- St Pé  (fin XVIIIe siècle, carte de Cassini) ;
- prend le nom de Saint-Pé-de-Bigorre en 1962.

Étymologie : Sent-Pèr : forme gasconne de Sanctus Petrus.
Nom gascon : Sent-Pèr.

## Histoire

### Cadastre napoléonien de Saint-Pé-de-Bigorre
Le plan cadastral napoléonien de Saint-Pé-de-Bigorre est consultable sur le site des archives départementales des Hautes-Pyrénées.

## Politique et administration

### Liste des maires

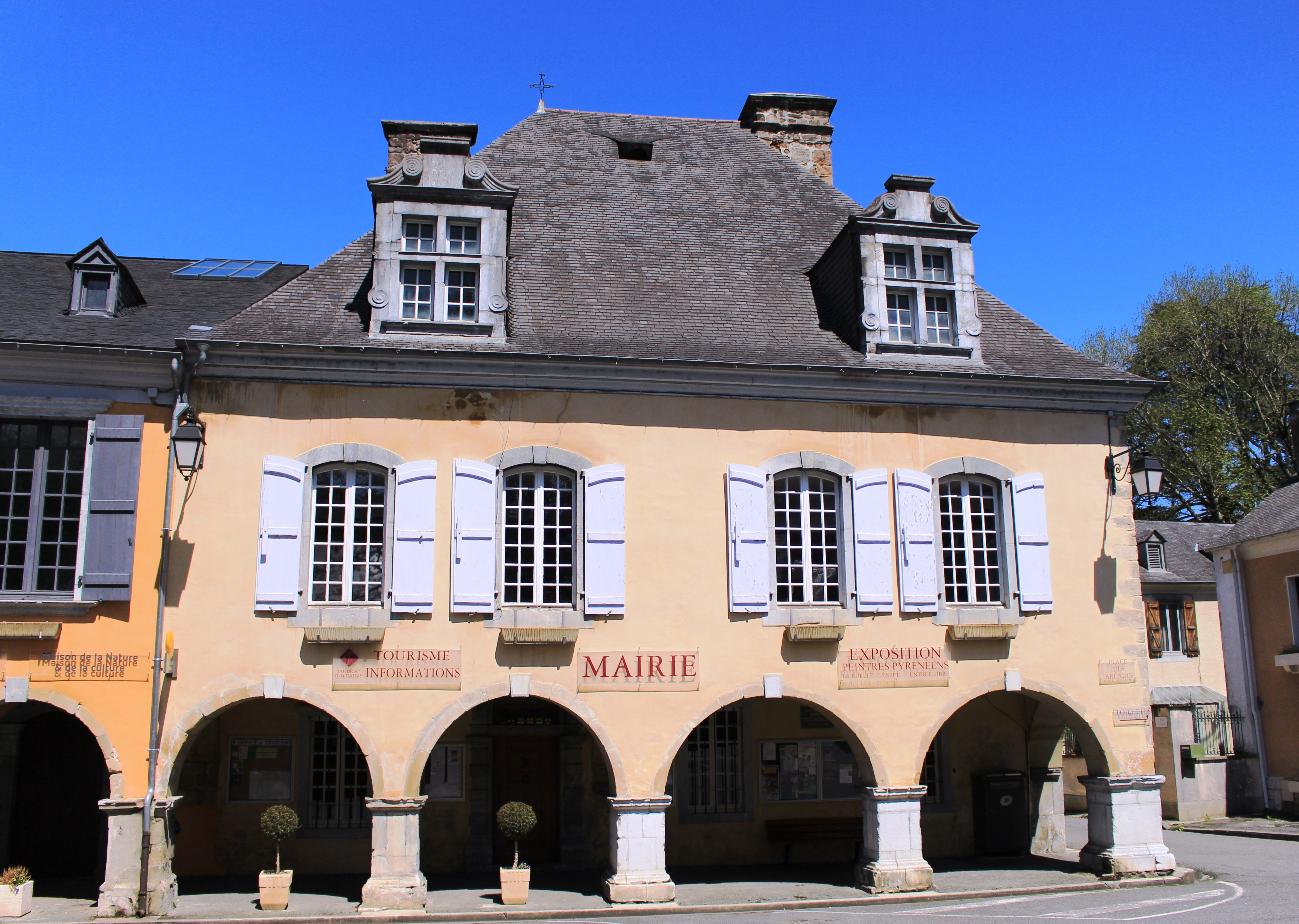
La mairie en 2018.

| Période                                  | Période                    | Identité                | Étiquette | Qualité                                             |
| ---------------------------------------- | -------------------------- | ----------------------- | --------- | --------------------------------------------------- |
| An VIII                                  | An XI                      | Noël Lacadé             |           |                                                     |
| An XI                                    | 1809                       | Jean Zéphirin Labatut   |           |                                                     |
| 1809                                     | 1813                       | Jean Bernard Mouniq     |           |                                                     |
| 1813                                     | 1817                       | Antoine Nicolau         |           |                                                     |
| 1817                                     | 1832                       | Jean Bernard Mouniq     |           |                                                     |
| 1832                                     |                            | Joseph Antoine Barbe    |           |                                                     |
| Les données manquantes sont à compléter. |                            |                         |           |                                                     |
| mars 2001                                | mars 2008                  | Bruno Lepore            | UMP       | Conseiller général du canton de Saint-Pé-de-Bigorre |
| mars 2008                                | En cours (au 12 juin 2020) | Jean-Claude Beaucoueste | PRG       | Conseiller général du canton de Saint-Pé-de-Bigorre |

Sélection de vues diverses
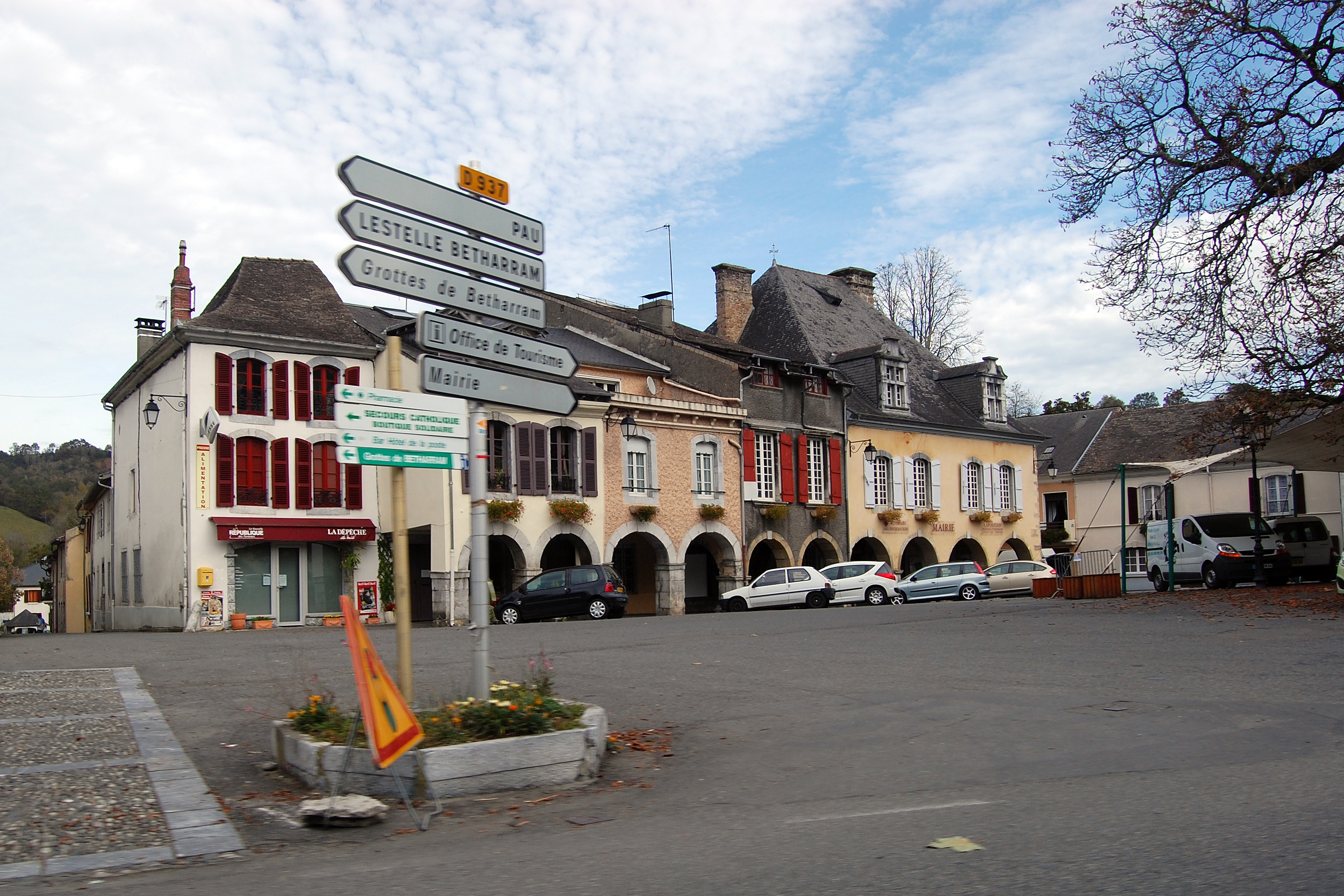
Mairie et office du tourisme.
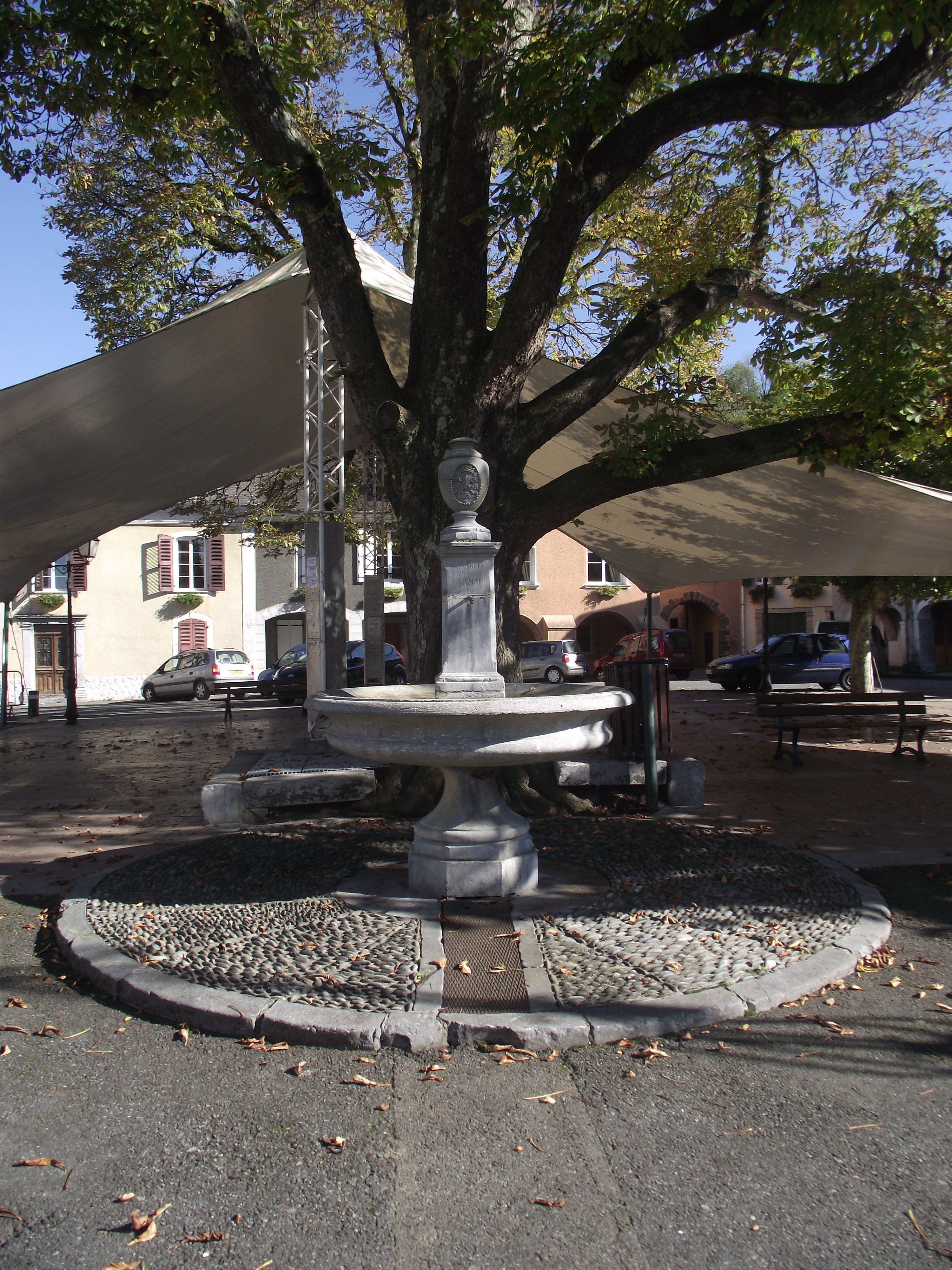
Fontaine et place.
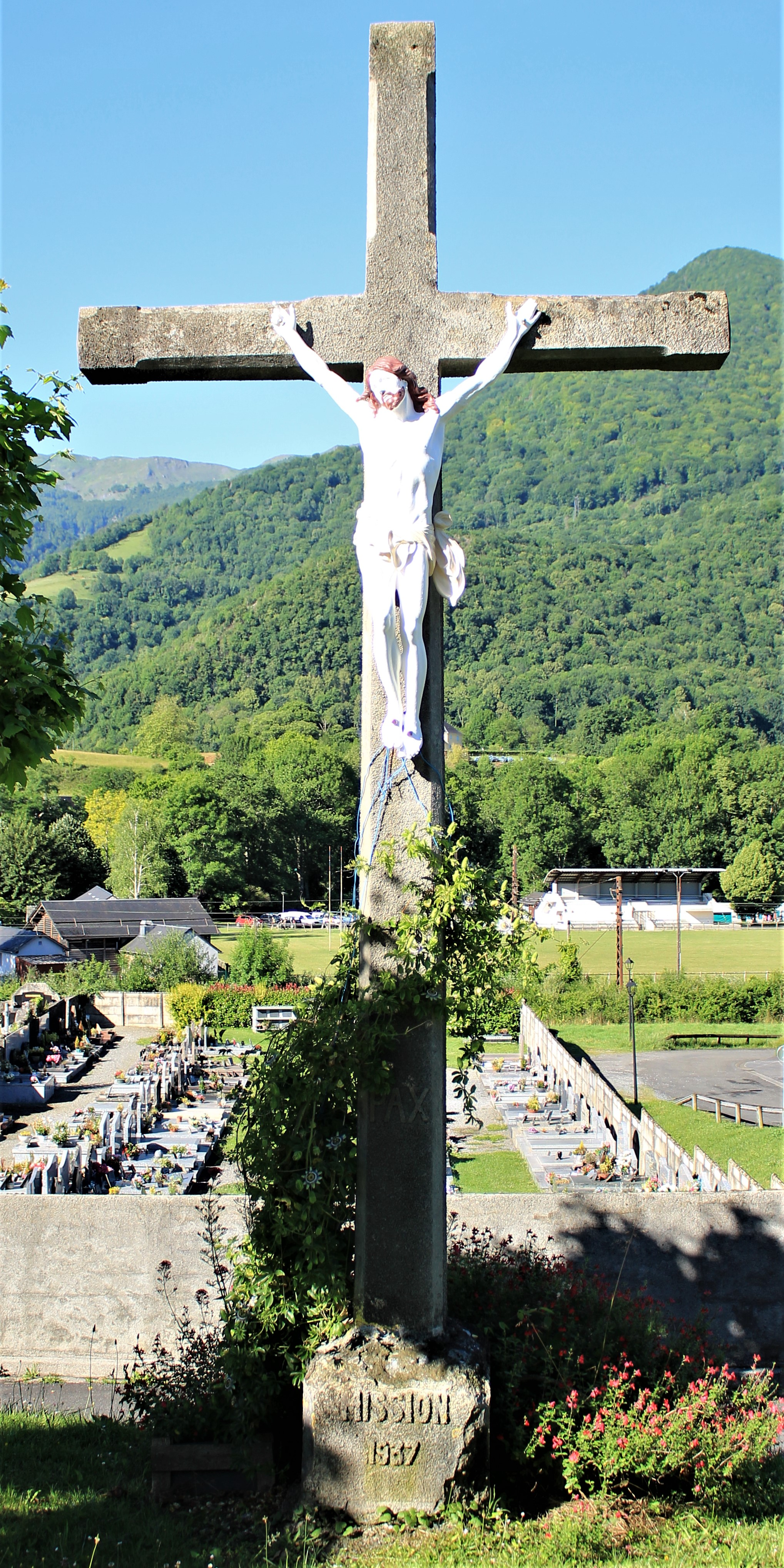
Une croix.
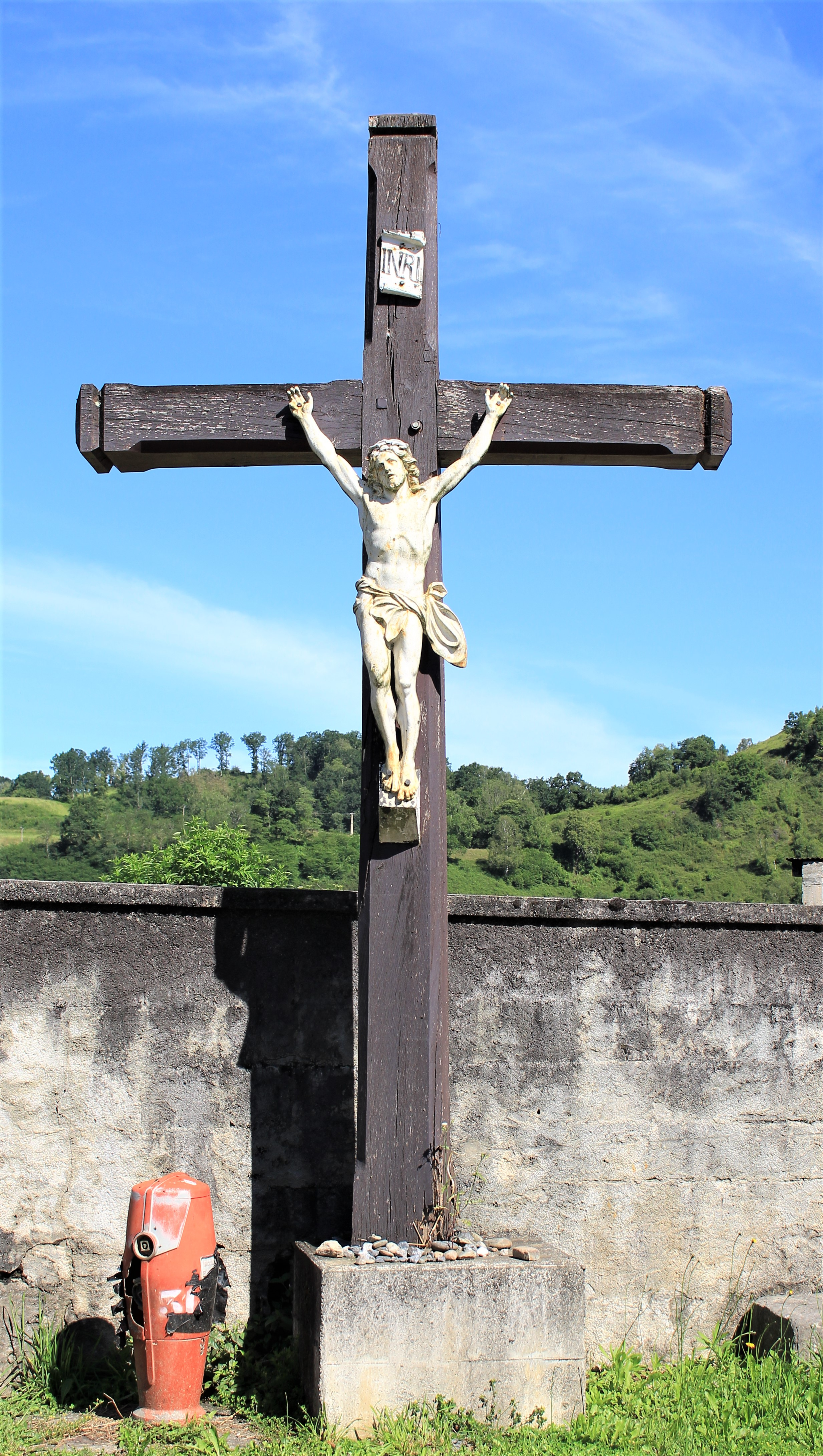
Une croix de Rieulhès.
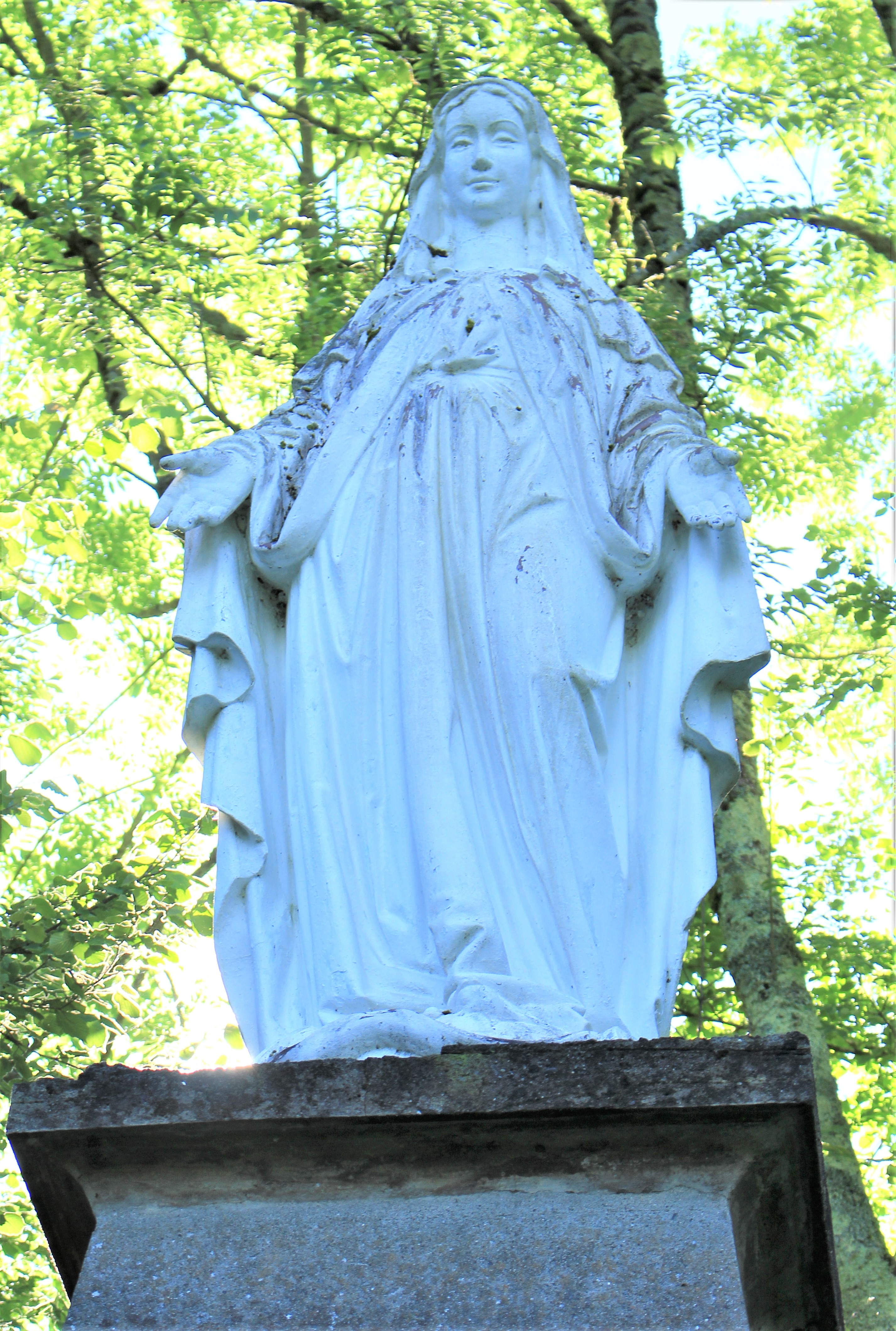
Vierge de Notre-Dame-du-Montagnou.
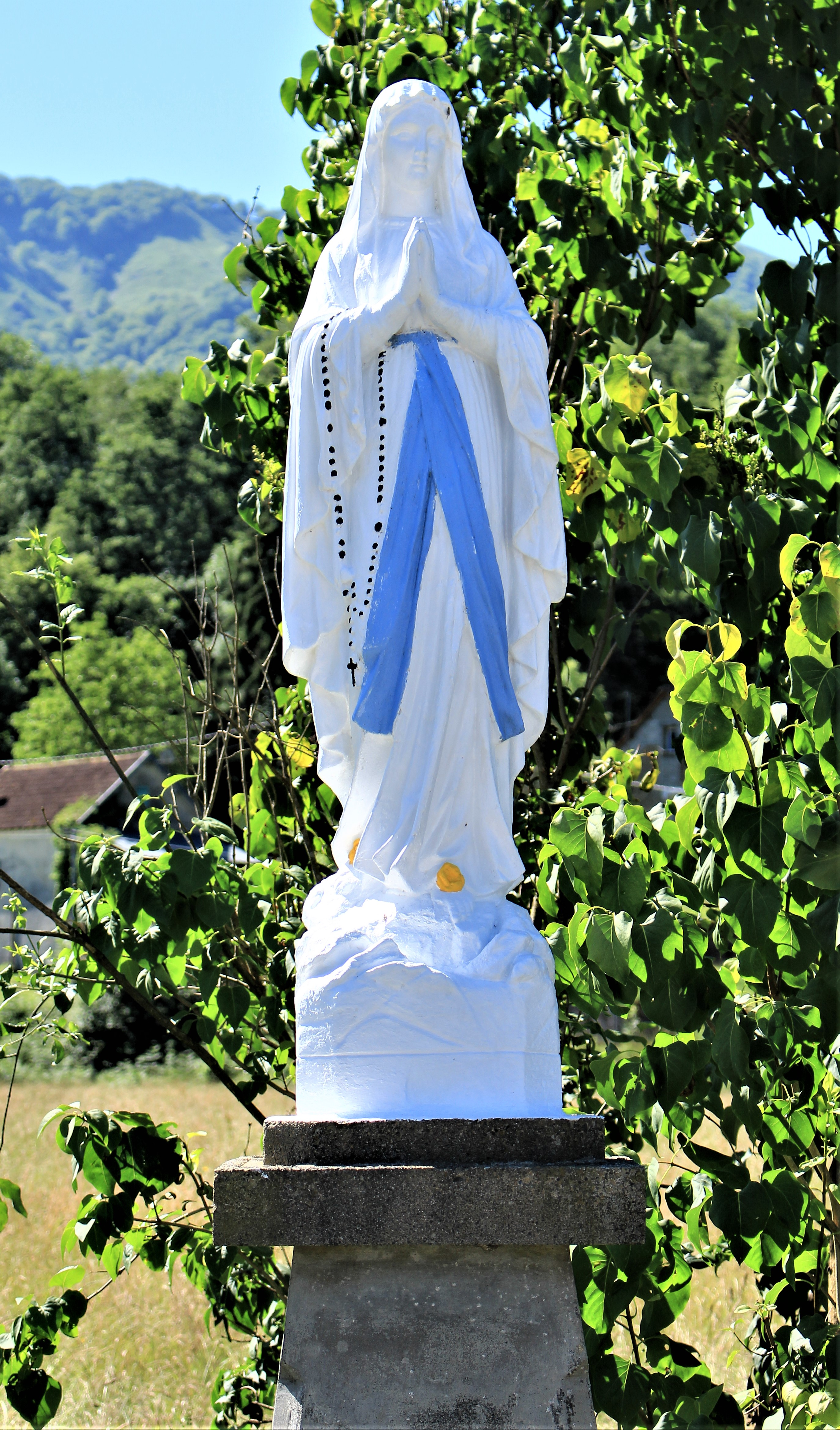
Vierge de Rieulhès.

### Rattachements administratifs et électoraux

#### Historique administratif
Pays et sénéchaussée de Bigorre, quarteron[Quoi ?] de Lourdes, chef-lieu de canton de  Saint-Pé (1790), de Lourdes (1801), Saint-Pé-de-Bigorre (depuis 1802). Prend le nom de Saint-Pé-de-Bigorre en 1962.

#### Intercommunalité
Saint-Pé-de-Bigorre appartient à la Communauté d'agglomération Tarbes-Lourdes-Pyrénées créée en janvier 2017 et qui réunit 86 communes.

### Services publics
La commune de Saint-Pé-de-Bigorre dispose d'une agence postale.

## Population et société

### Démographie

#### Évolution démographique
L'évolution du nombre d'habitants est connue à travers les recensements de la population effectués dans la commune depuis 1793. Pour les communes de moins de 10 000 habitants, une enquête de recensement portant sur toute la population est réalisée tous les cinq ans, les populations de référence des années intermédiaires étant quant à elles estimées par interpolation ou extrapolation. Pour la commune, le premier recensement exhaustif entrant dans le cadre du nouveau dispositif a été réalisé en 2005.

En 2022, la commune comptait 1 150 habitants, en évolution de −0,78 % par rapport à 2016 (Hautes-Pyrénées : +1,59 %, France hors Mayotte : +2,11 %).
| 1793  | 1800  | 1806  | 1821  | 1831  | 1836  | 1841  | 1846  | 1851  |
| ----- | ----- | ----- | ----- | ----- | ----- | ----- | ----- | ----- |
| 2 742 | 2 613 | 2 697 | 2 528 | 2 754 | 2 712 | 2 972 | 2 984 | 2 907 |

| 1856  | 1861  | 1866  | 1872  | 1876  | 1881  | 1886  | 1891  | 1896  |
| ----- | ----- | ----- | ----- | ----- | ----- | ----- | ----- | ----- |
| 2 723 | 2 524 | 2 541 | 2 636 | 2 416 | 2 347 | 2 380 | 2 128 | 2 178 |

| 1901  | 1906  | 1911  | 1921  | 1926  | 1931  | 1936  | 1946  | 1954  |
| ----- | ----- | ----- | ----- | ----- | ----- | ----- | ----- | ----- |
| 1 969 | 1 838 | 1 816 | 1 790 | 1 908 | 1 925 | 1 953 | 1 752 | 1 758 |

| 1962  | 1968  | 1975  | 1982  | 1990  | 1999  | 2005  | 2006  | 2010  |
| ----- | ----- | ----- | ----- | ----- | ----- | ----- | ----- | ----- |
| 1 482 | 1 541 | 1 569 | 1 425 | 1 296 | 1 257 | 1 261 | 1 253 | 1 257 |

| 2015  | 2020  | 2022  | - | - | - | - | - | - |
| ----- | ----- | ----- | - | - | - | - | - | - |
| 1 163 | 1 157 | 1 150 | - | - | - | - | - | - |

### Enseignement

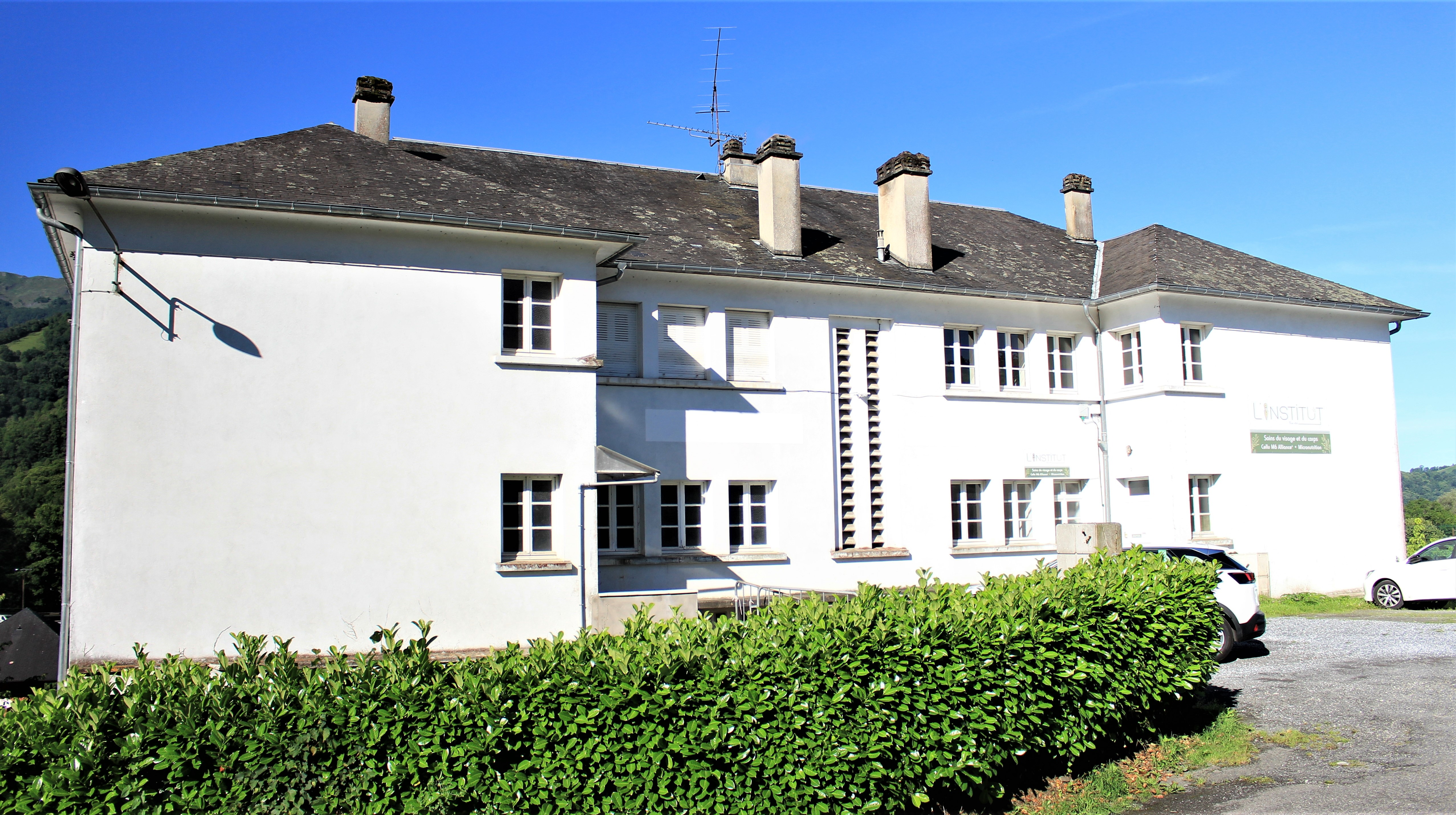
L'ancienne école primaire en 2024.

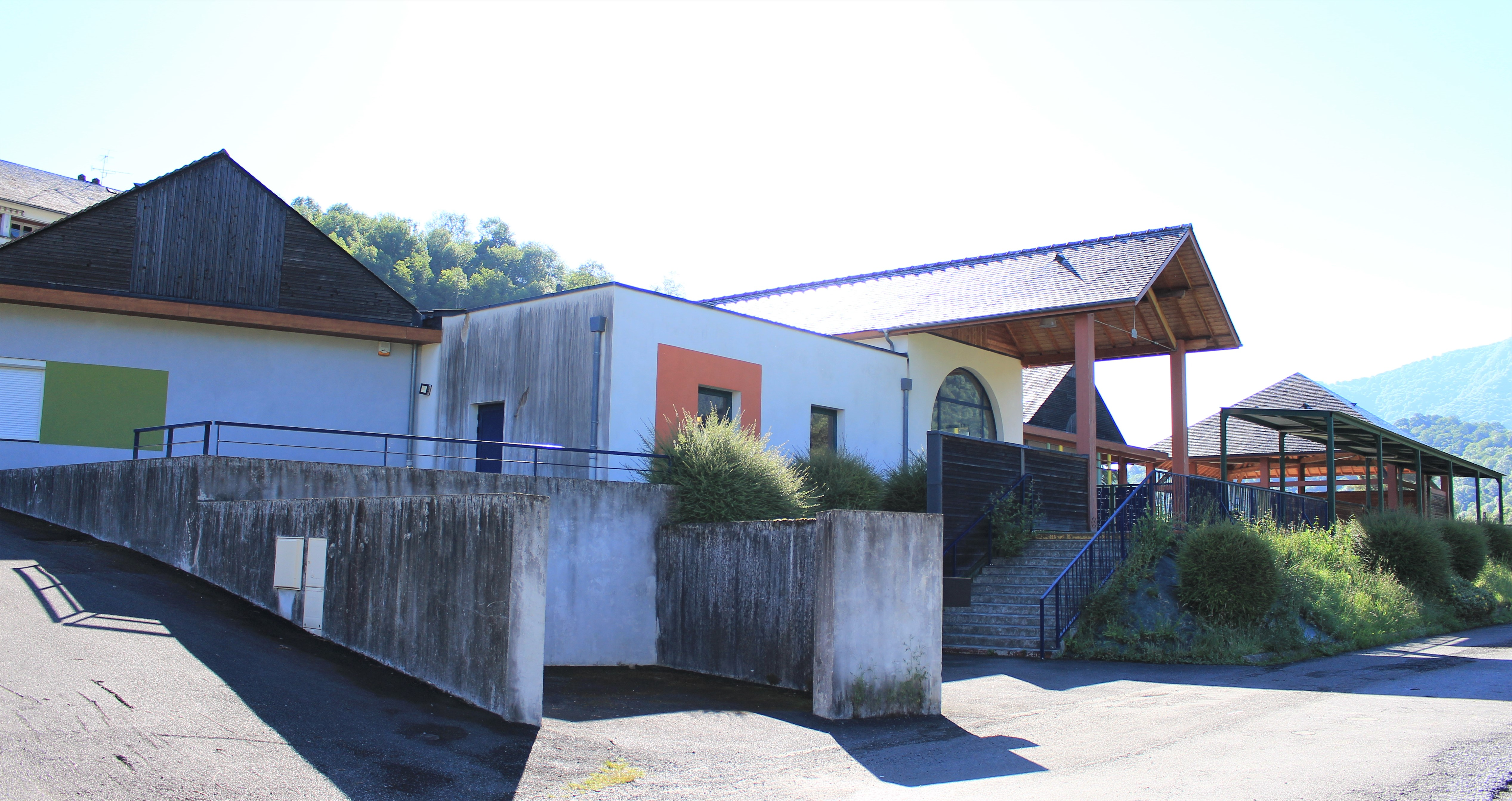
L'école primaire en 2024.

La commune dépend de l'académie de Toulouse. Elle dispose d'écoles en 2017.
- École primaire.
- École privée : Sainte-Elisabeth.

### Sports

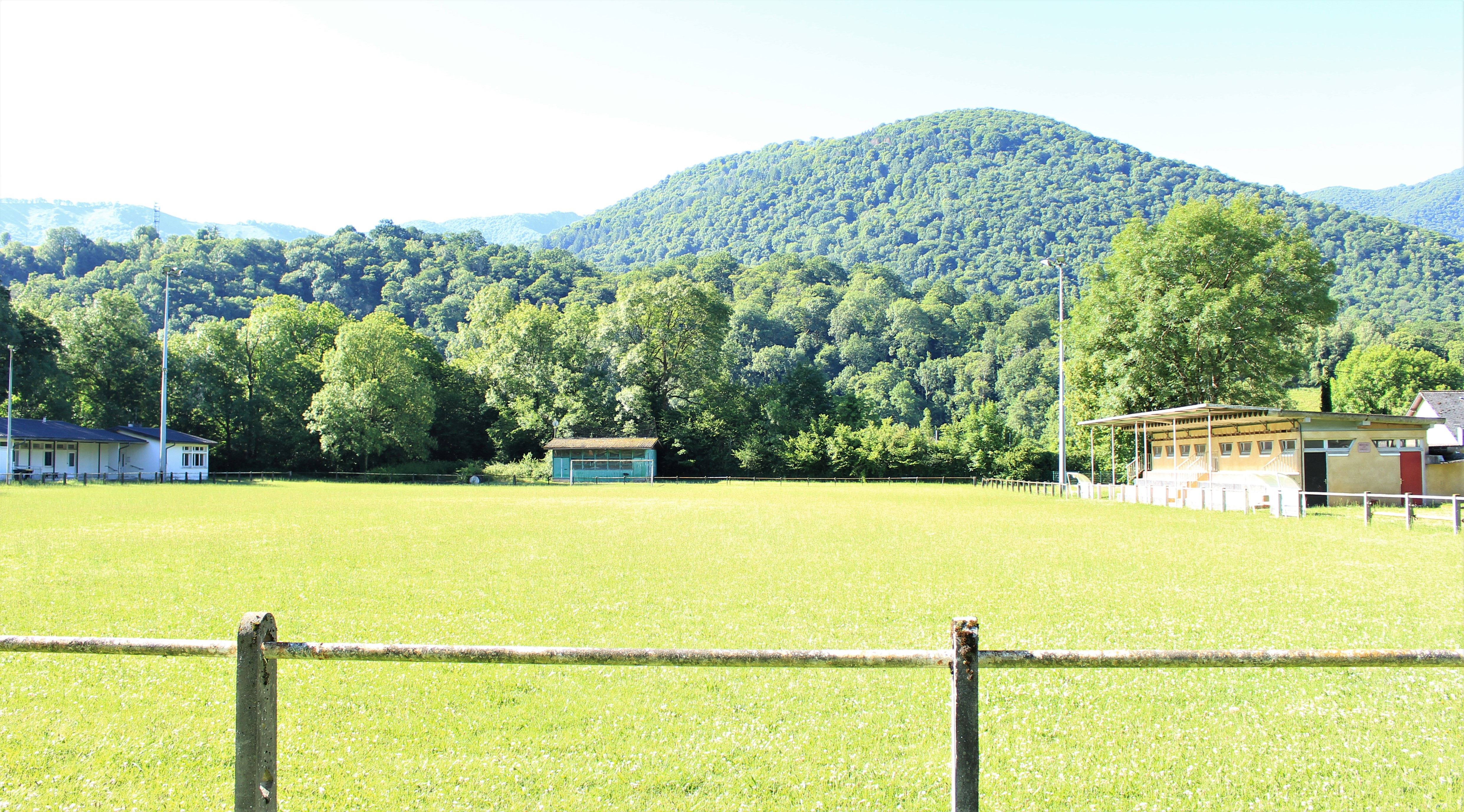
Le stade de rugby Jean-Larrivierre en 2024.

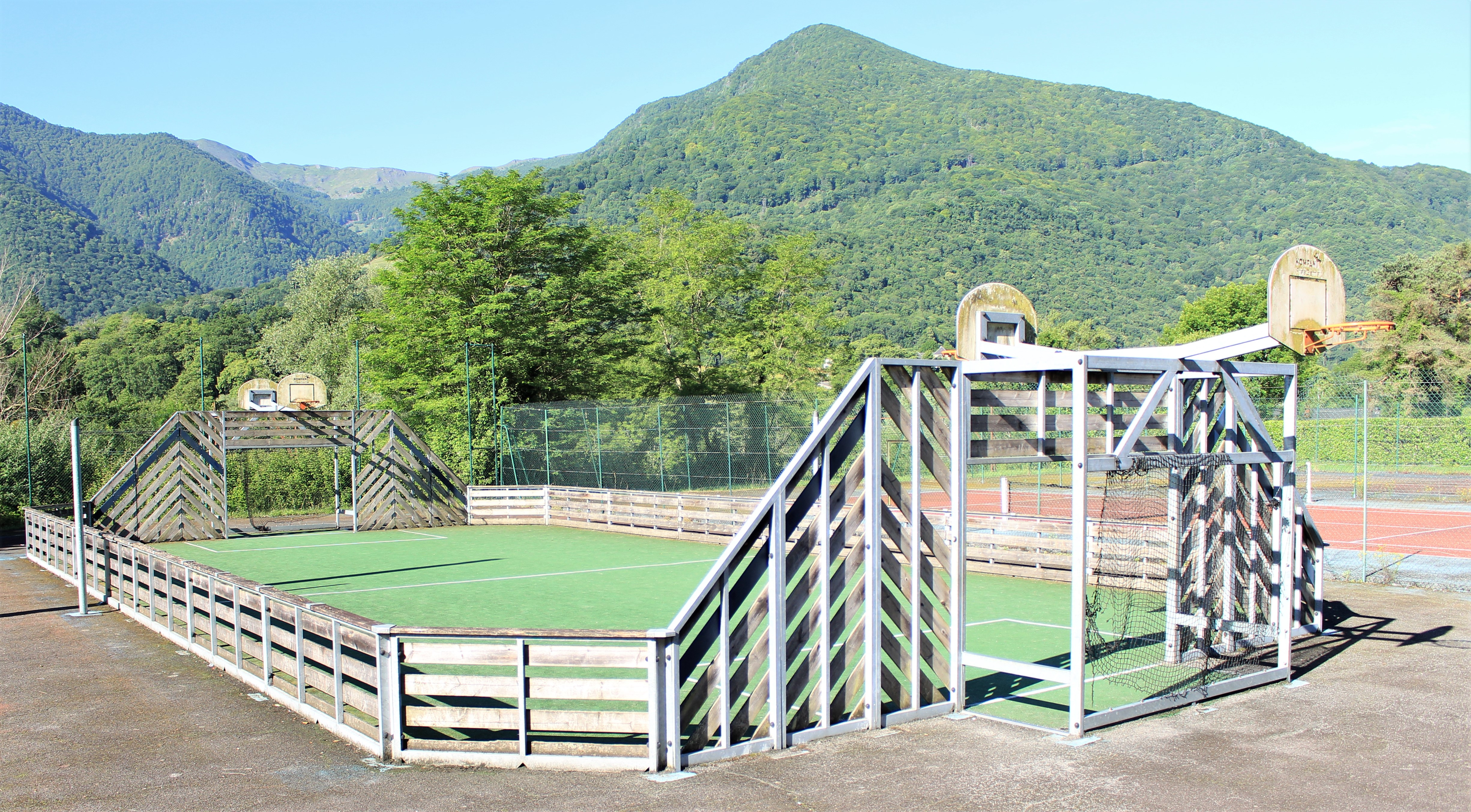
Le terrain de basket-ball.

## Économie

### Revenus
En 2018, la commune compte 513 ménages fiscaux, regroupant 1 110 personnes. La médiane du revenu disponible par unité de consommation est de 20 530 € (20 420 € dans le département).

### Emploi
|                | 2008   | 2013   | 2018   |
| -------------- | ------ | ------ | ------ |
| Commune        | 10,7 % | 12,9 % | 12,4 % |
| Département    | 7,7 %  | 9,4 %  | 9,8 %  |
| France entière | 8,3 %  | 10 %   | 10 %   |

En 2018, la population âgée de 15 à 64 ans s'élève à 645 personnes, parmi lesquelles on compte 75,6 % d'actifs (63,2 % ayant un emploi et 12,4 % de chômeurs) et 24,4 % d'inactifs,. Depuis 2008, le taux de chômage communal (au sens du recensement) des 15-64 ans est supérieur à celui de la France et du département.
La commune fait partie de la couronne de l'aire d'attraction de Lourdes, du fait qu'au moins 15 % des actifs travaillent dans le pôle,. Elle compte 180 emplois en 2018, contre 239 en 2013 et 292 en 2008. Le nombre d'actifs ayant un emploi résidant dans la commune est de 416, soit un indicateur de concentration d'emploi de 43,3 % et un taux d'activité parmi les 15 ans ou plus de 50,2 %.
Sur ces 416 actifs de 15 ans ou plus ayant un emploi, 88 travaillent dans la commune, soit 21 % des habitants. Pour se rendre au travail, 82,5 % des habitants utilisent un véhicule personnel ou de fonction à quatre roues, 6,7 % les transports en commun, 4,7 % s'y rendent en deux-roues, à vélo ou à pied et 6 % n'ont pas besoin de transport (travail au domicile).

## Culture locale et patrimoine

### Lieux et monuments

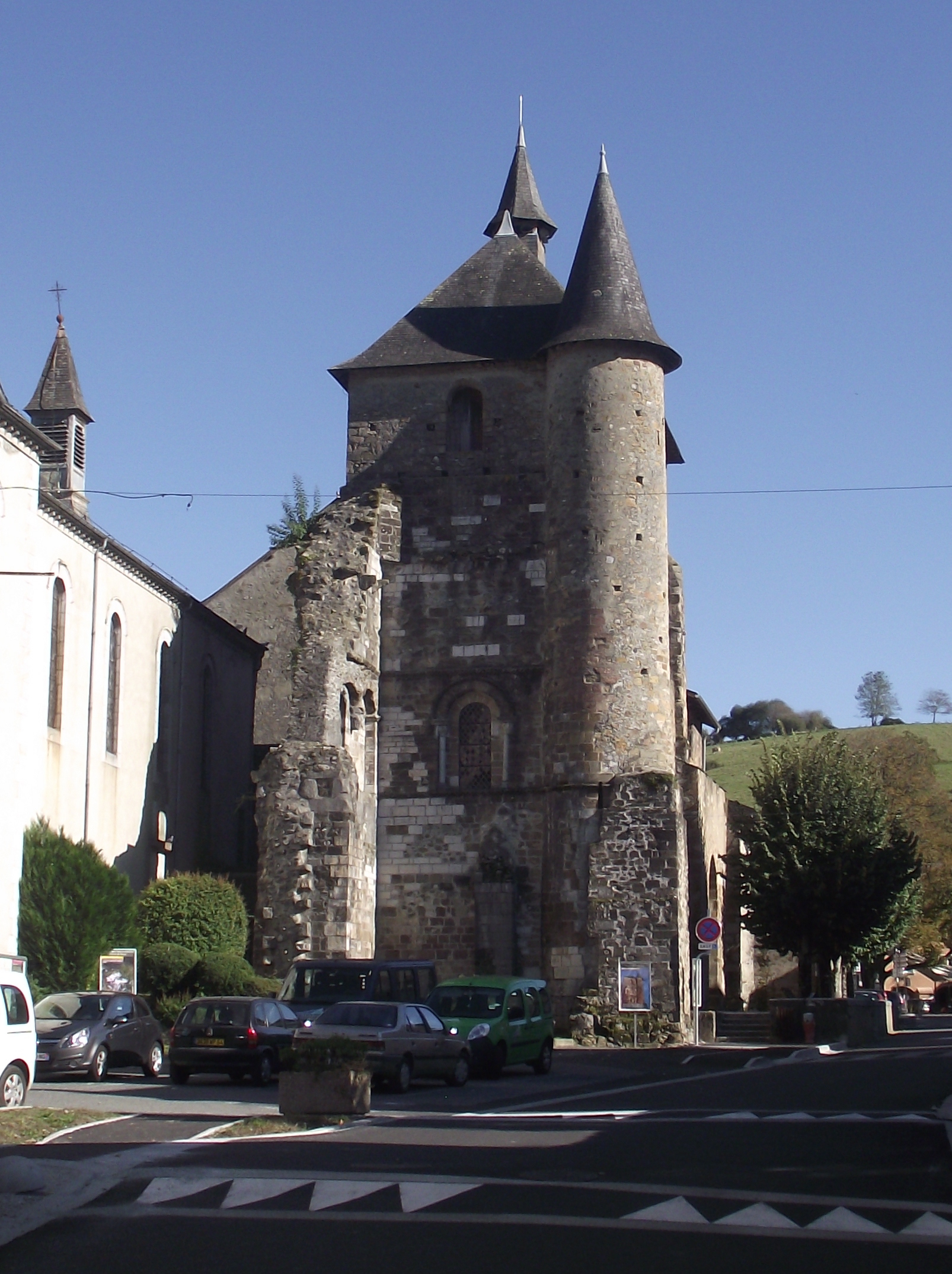
L'église Saint-Pierre.

- L'église paroissiale Saint-Pierre englobe les vestiges de l'ancienne abbaye bénédictine de Saint-Pé-de-Génerès.
- Chapelle Saint-Marc de Saint-Pé-de-Bigorre.
- Les grottes de Bétharram sont ouvertes au public.
- Les forges de la vallée de l'Ouzom produisaient du fer dans des bas-fourneaux.
- Le hameau de Rieulhès (le quartier des Cagots ) comporte une église (église Saint-Michel de Rieulhès) financée par ses habitants ainsi qu'un petit lavoir récemment restauré.
- Une partie de la commune abrite la réserve naturelle régionale du massif du Pibeste-Aoulhet.
- Monastère du Désert-de-l'Immaculée des Sœurs de Bethléem[66].
- Vierge de Notre Dame du Montagnou.
- Lavoirs.

Quelques vues de la commune.
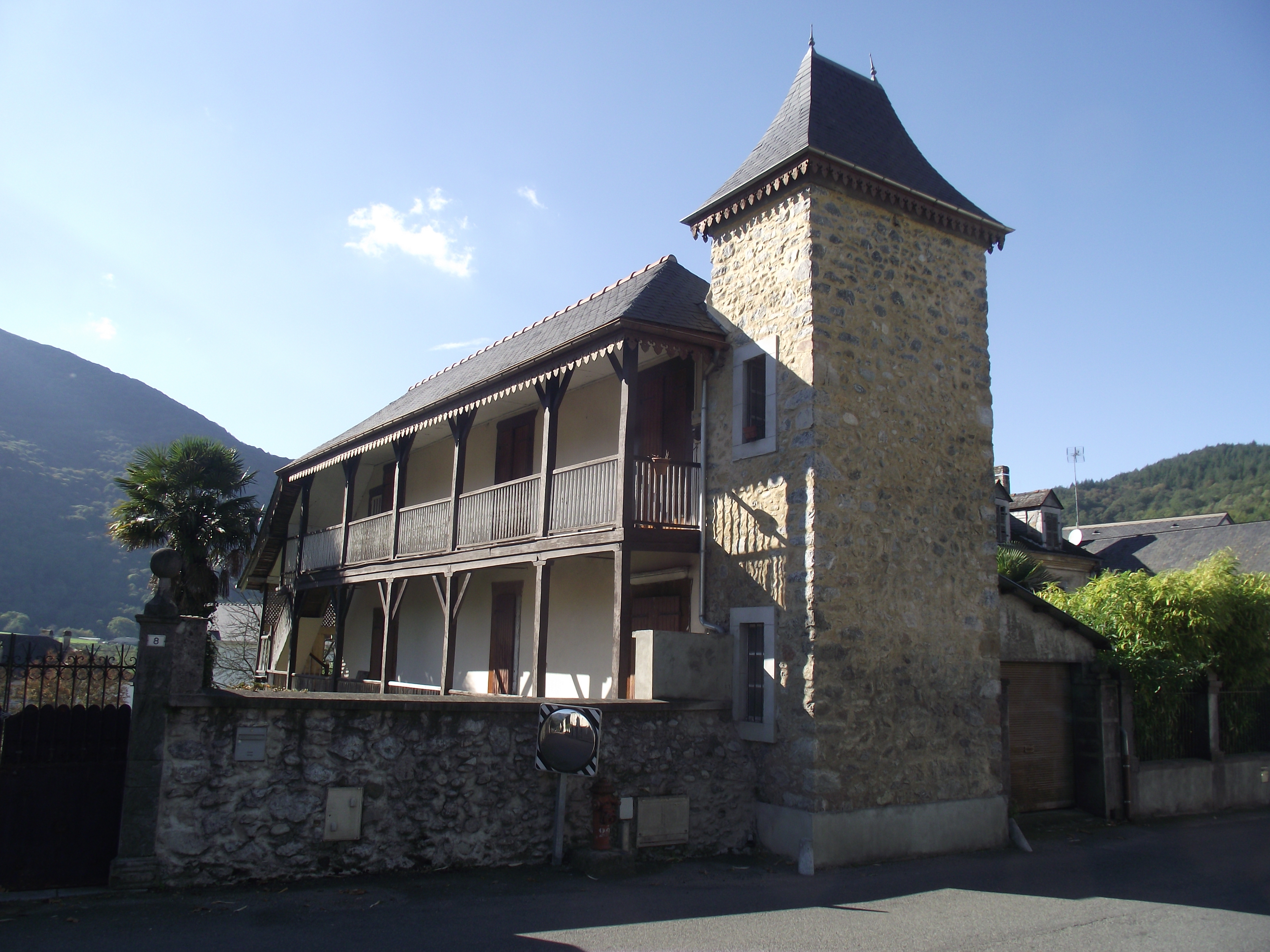
Rue du Corps franc Pommiès.
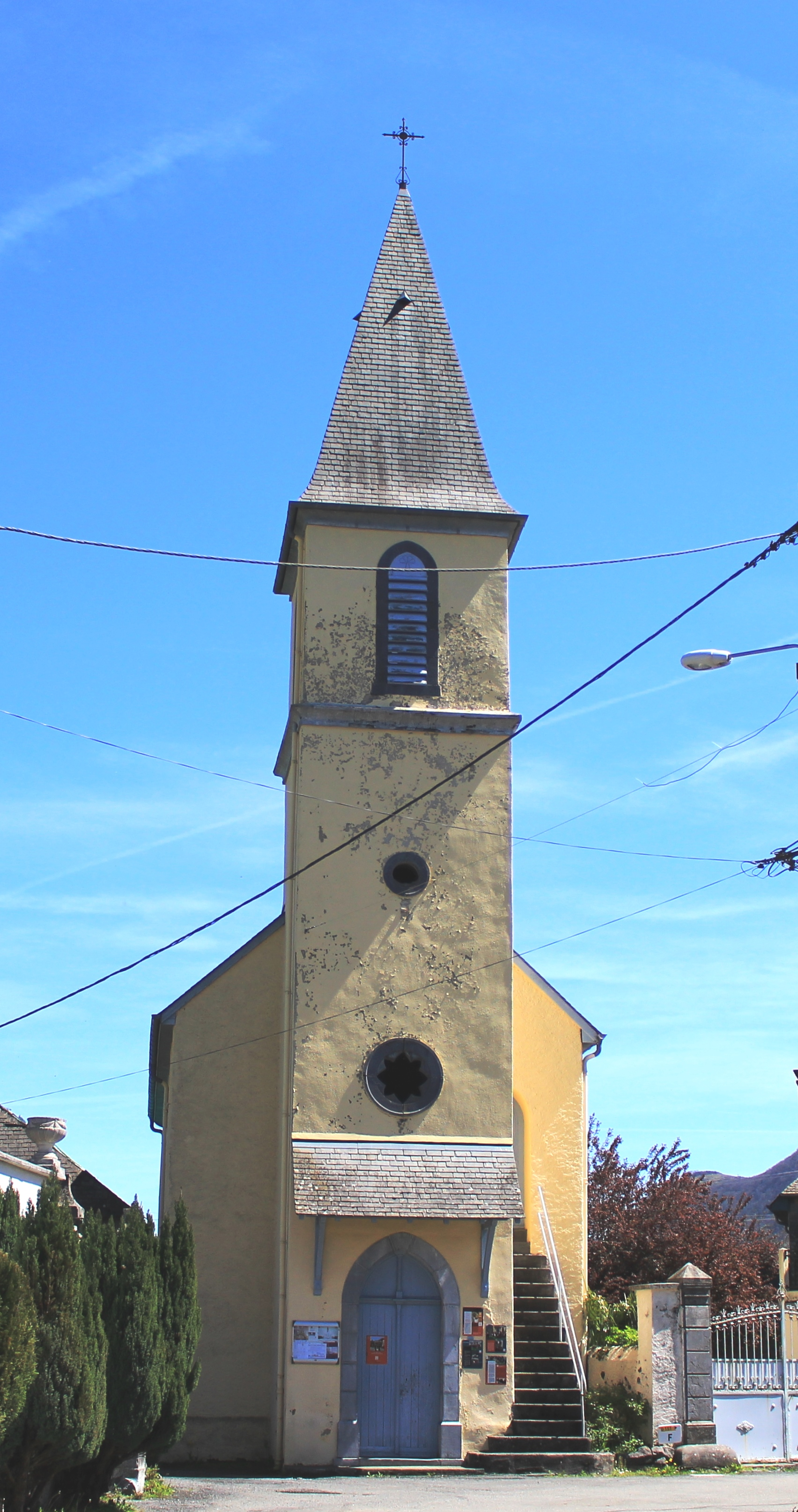
Église Saint-Michel de Rieulhès.
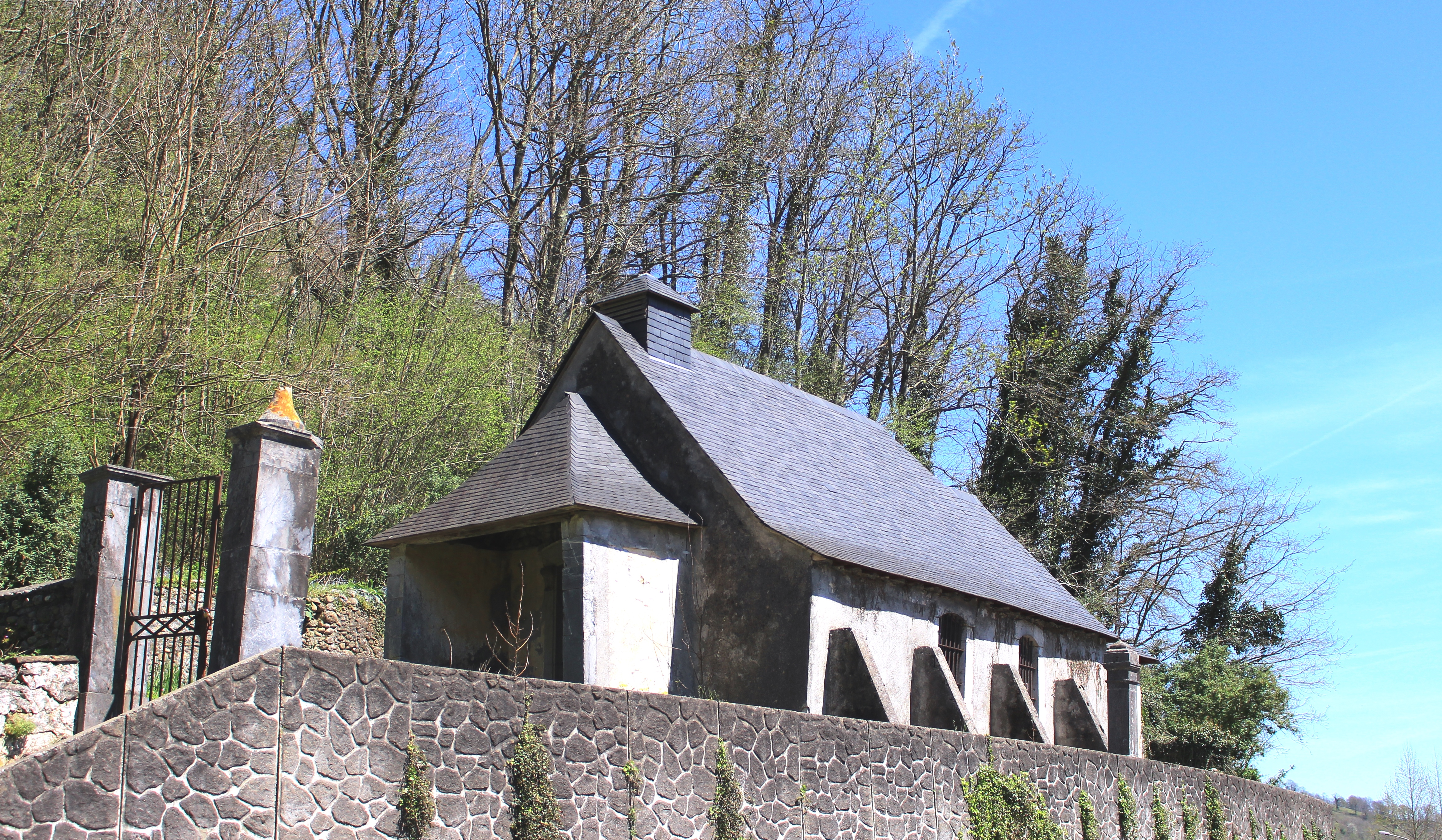
Chapelle Saint-Marc.
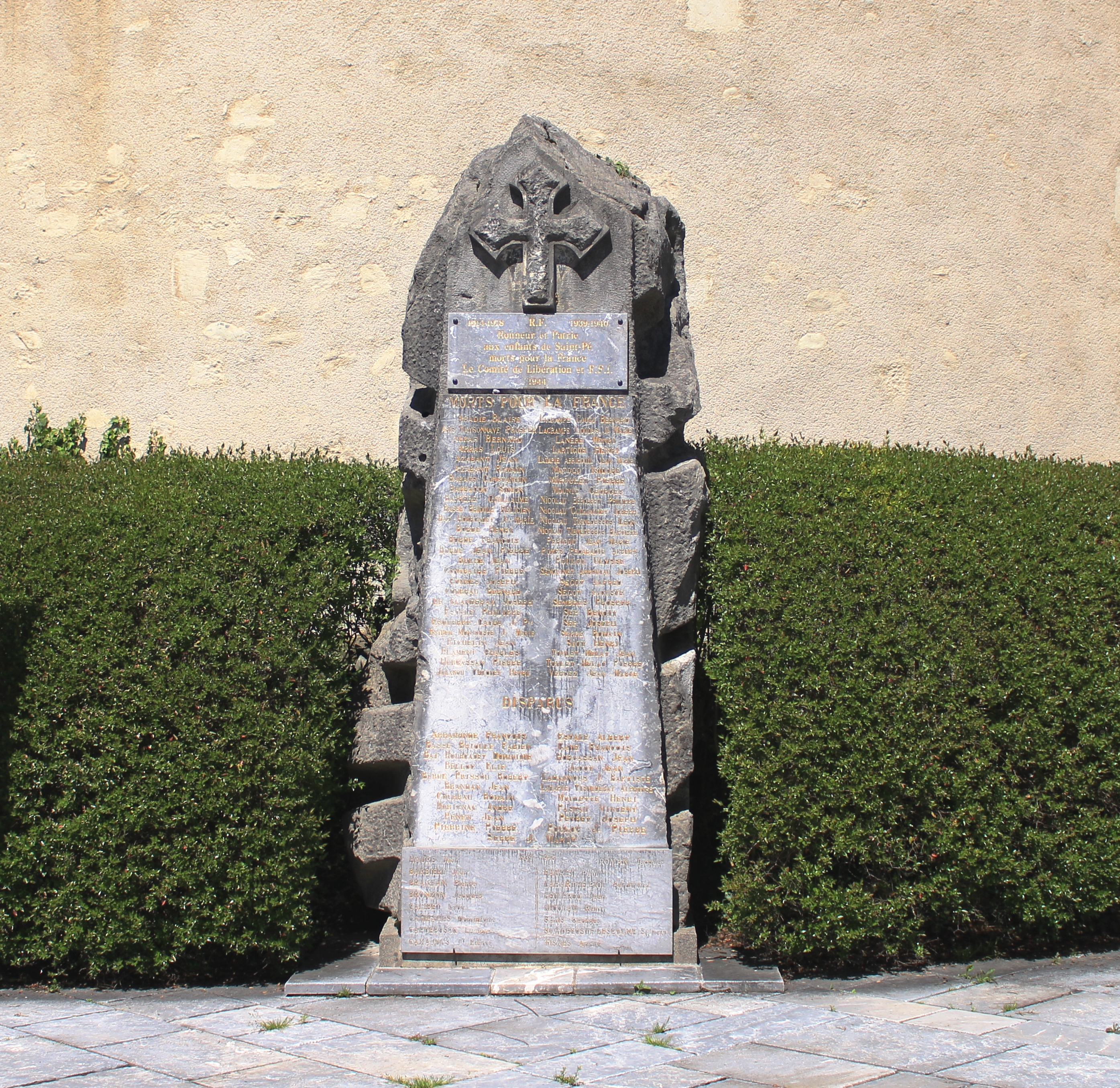
Le monument aux morts municipal.

Les lavoirs municipaux.
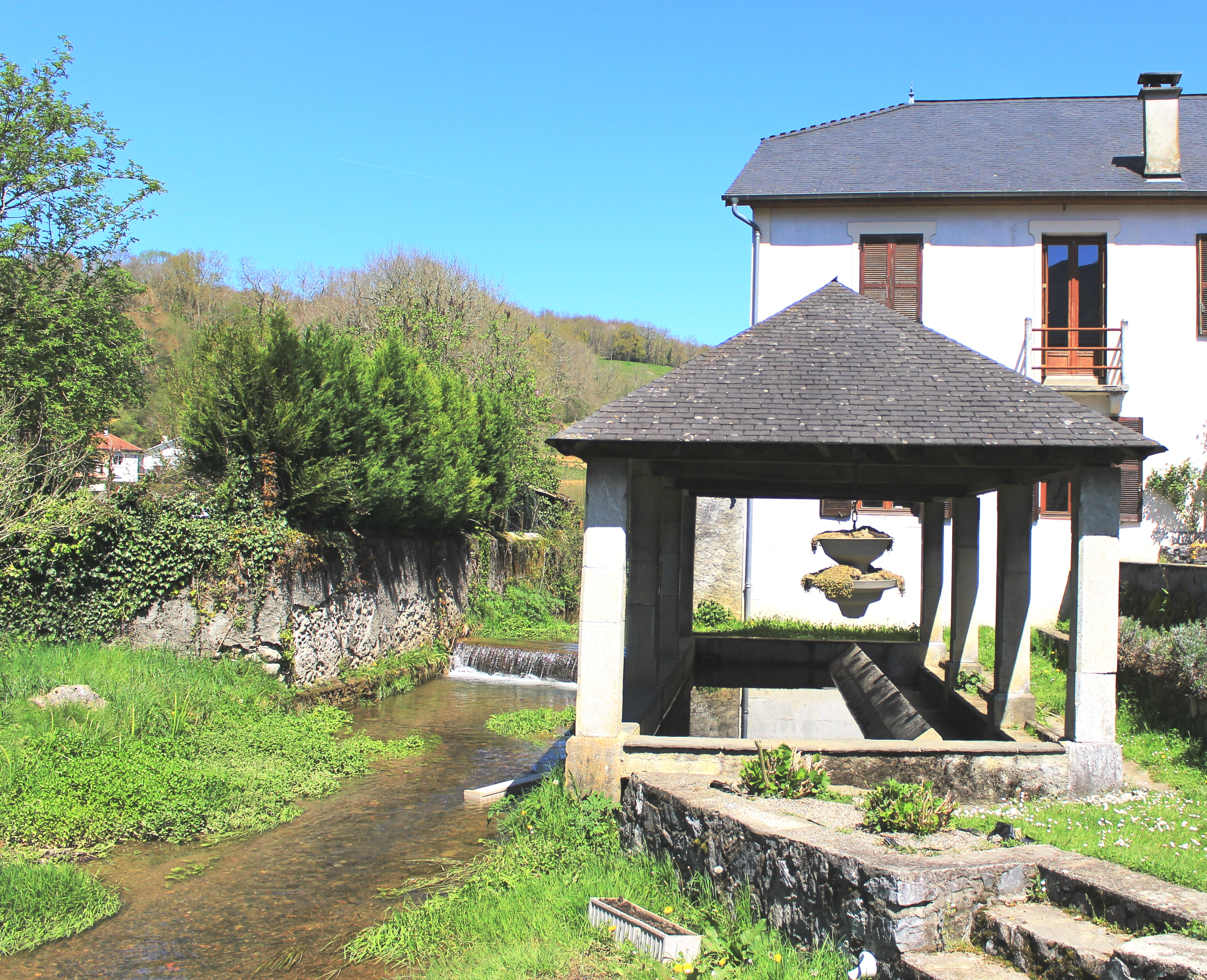
Le lavoir de la mairie.
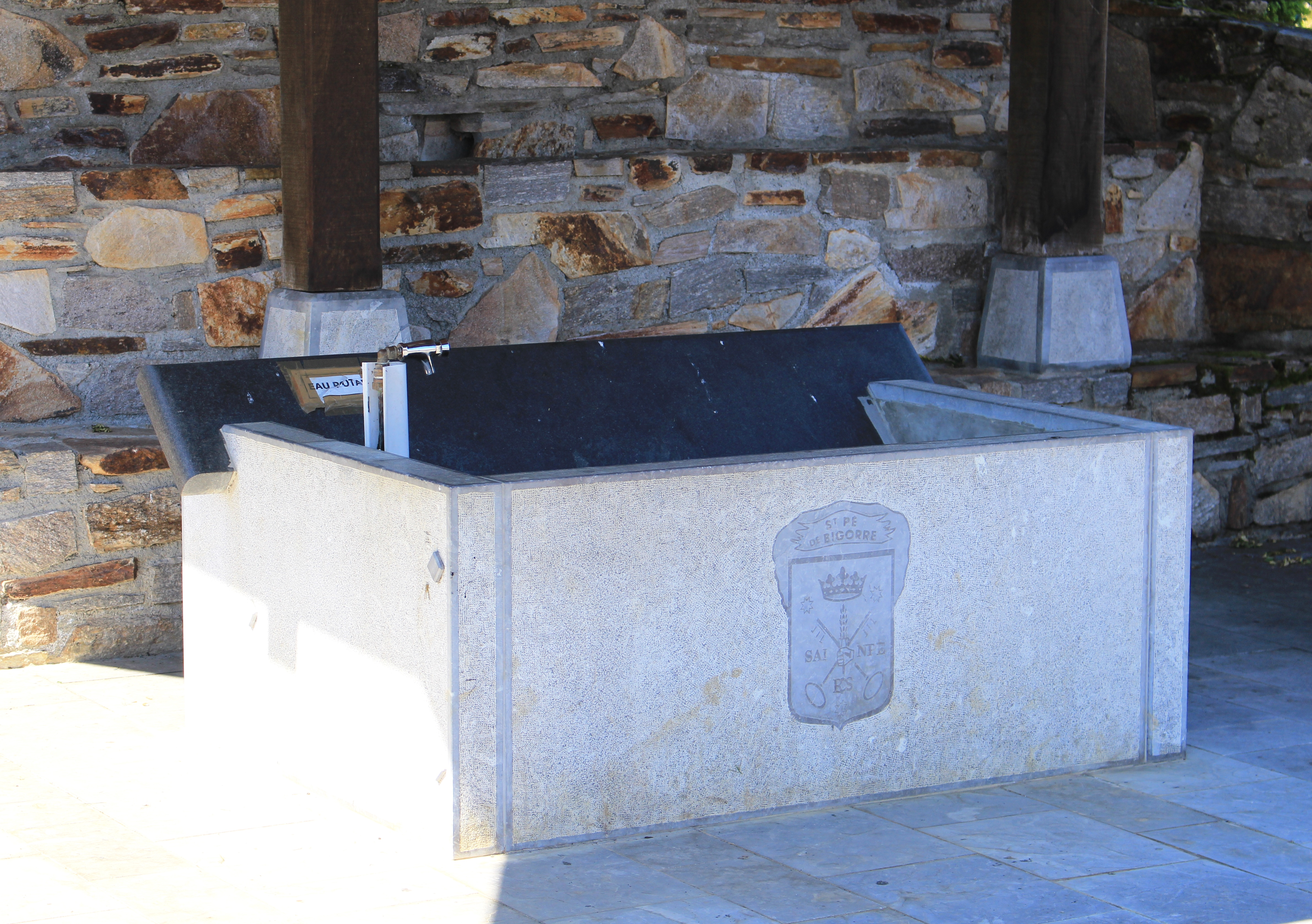
Le lavoir du Bout du Pont.
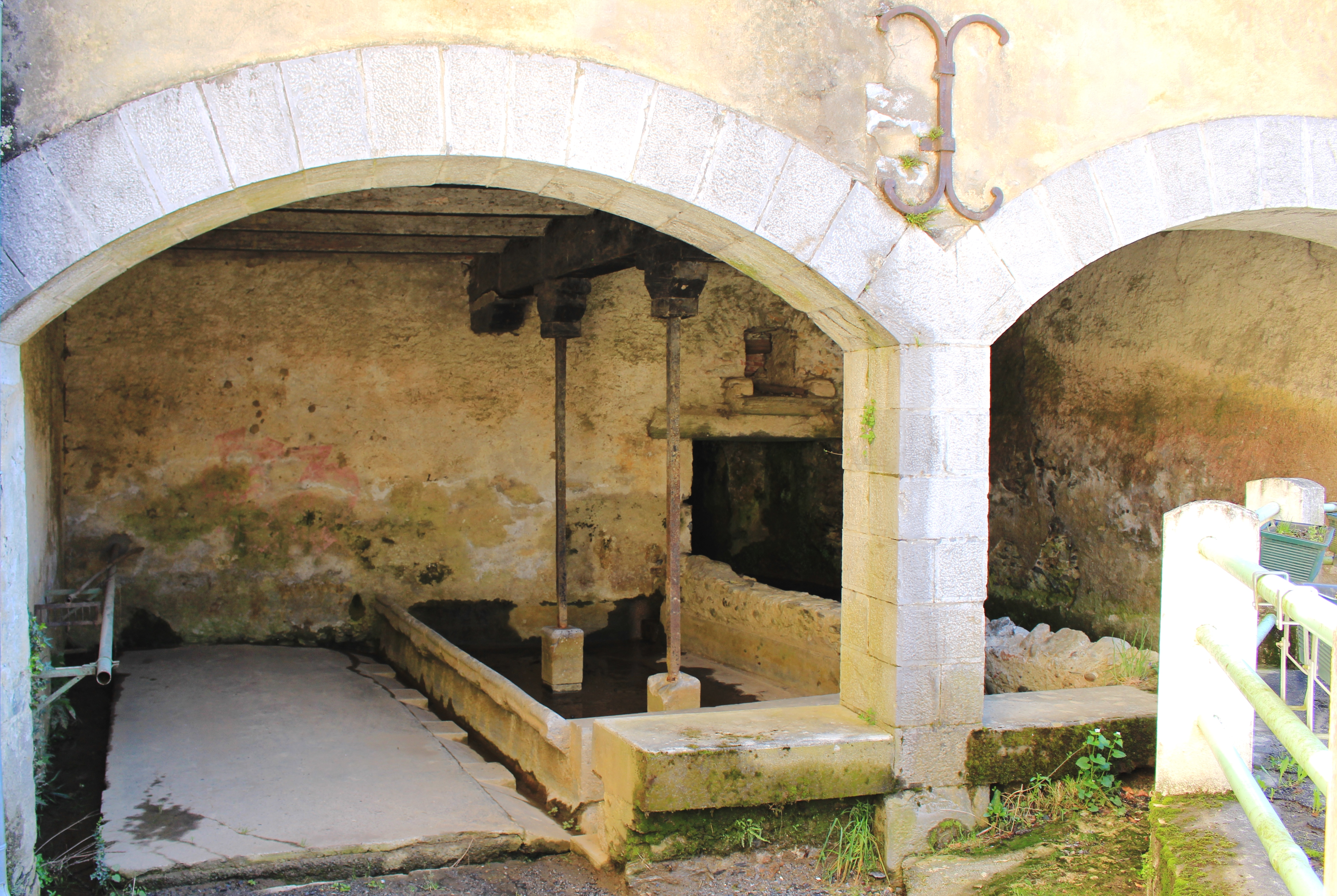
Le lavoir sous le séminaire.
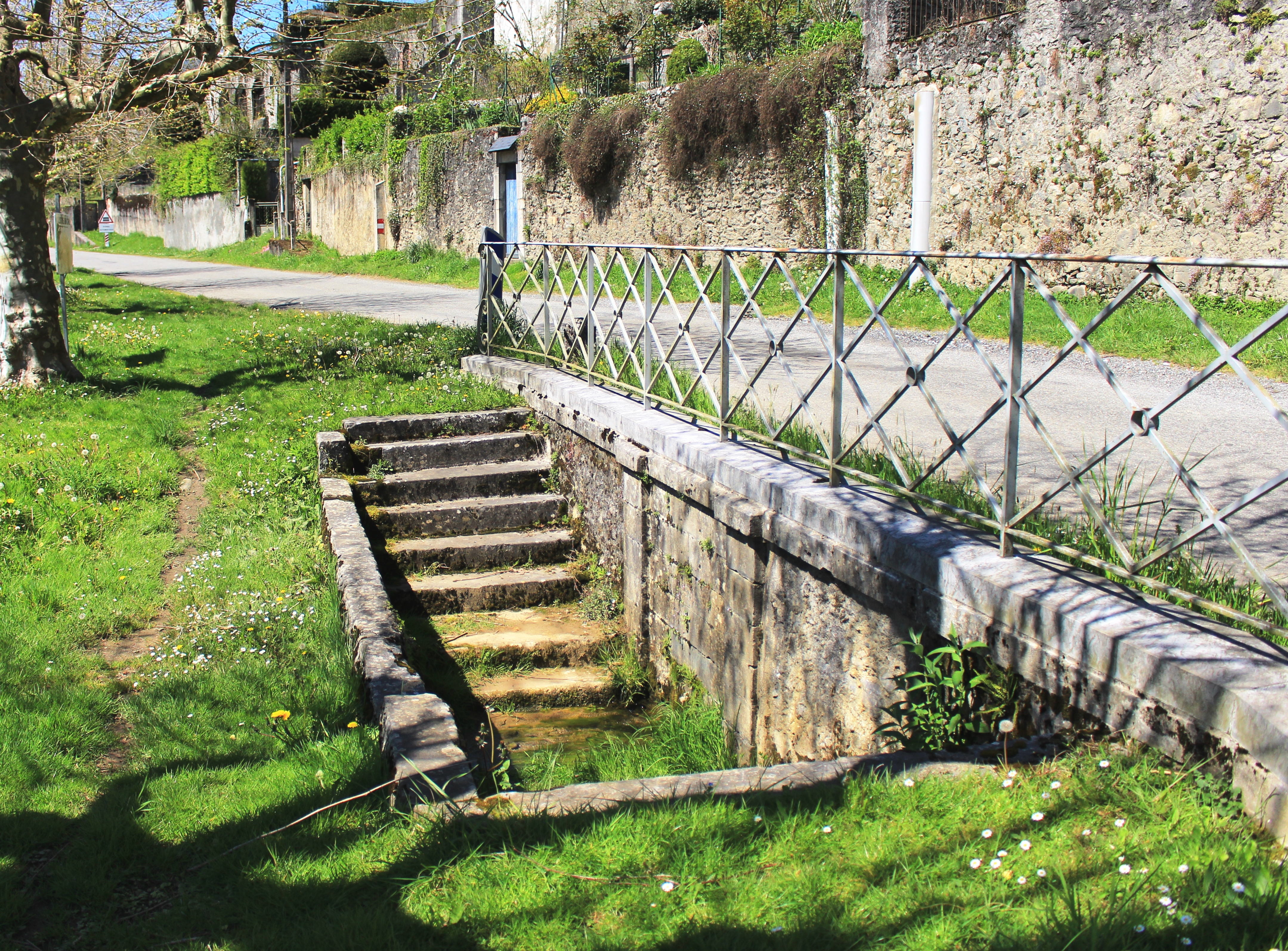
Le lavoir de Sembres.
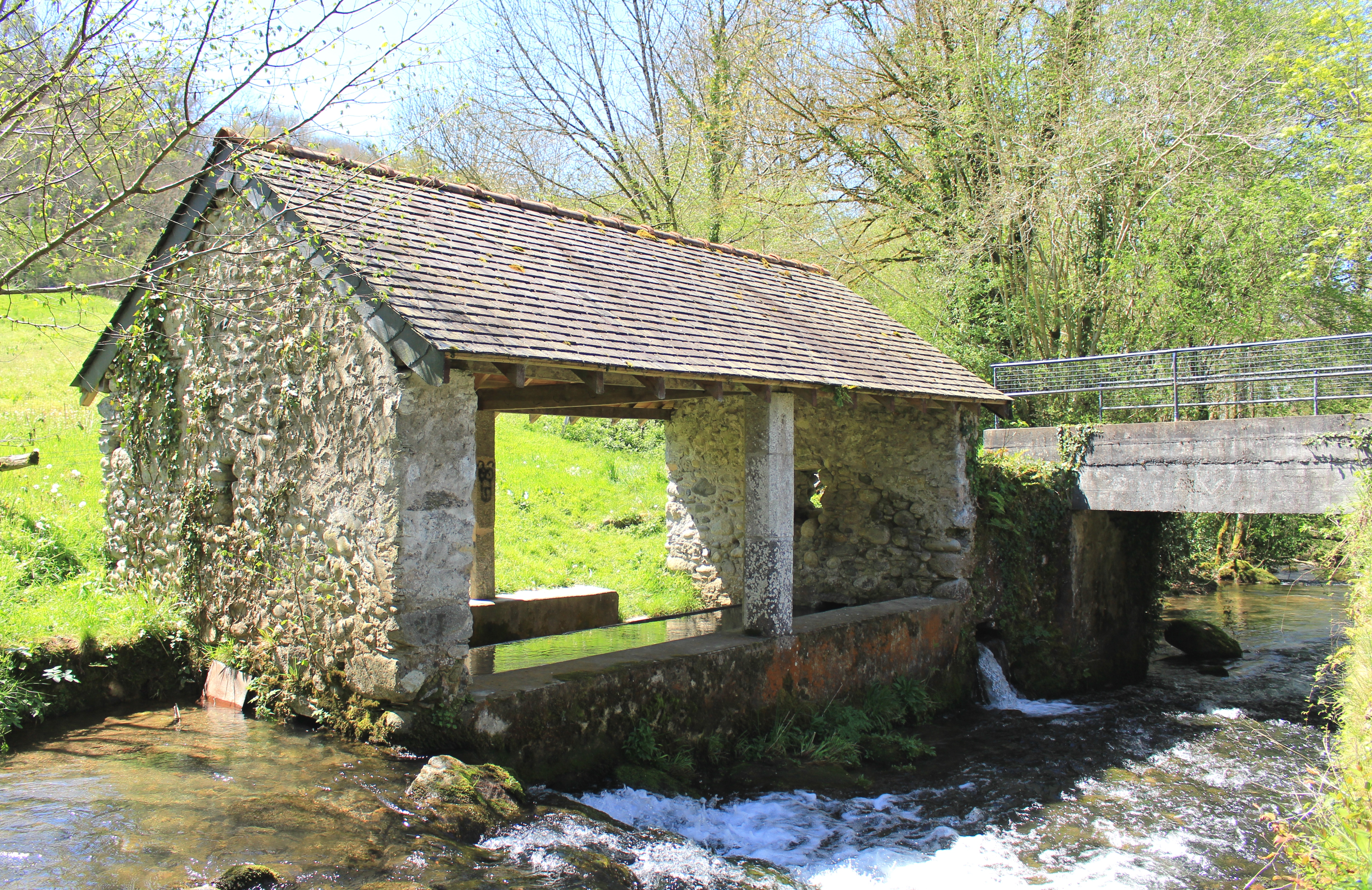
Le lavoir de Rieulhès.

### Personnalités liées à la commune
- Michel Camélat (1871-1962), commerçant, dramaturge, poète et écrivain.
- Albert Domec (1901-1948) surnommé Bambou, joueur de rugby à XV né à Saint-Pé-de-Bigorre,  qui a terminé sa carrière à l'US Carcassonne, où un stade porte son nom.
- Jean-Marie Vergez (1757-1831[67])  général baron de l'Empire, né à Saint-Pé-de-Bigorre[68]

### Héraldique
| Blason | Blasonnement : D'azur à la main de carnation tenant une palme d'argent, brochant sur deux clefs du même passées en sautoir, le tout accosté des mots SAI et NPE en lettres capitales d'or, surmonté d'une couronne royale du même, accompagné de trois étoiles de huit rais aussi d'or, celle de la pointe surmontée des lettres R et S capitales du même. Commentaires : Ce blason est officiel (vérifié auprès de la mairie). |

Note :
- Saint Pierre est représenté avec les clés et la palme de son martyre.
- Saint-Pé est un toponyme, inspiré de la forme gasconne de Sanctus Petrus (saint Pierre).